# Татарська архітектура

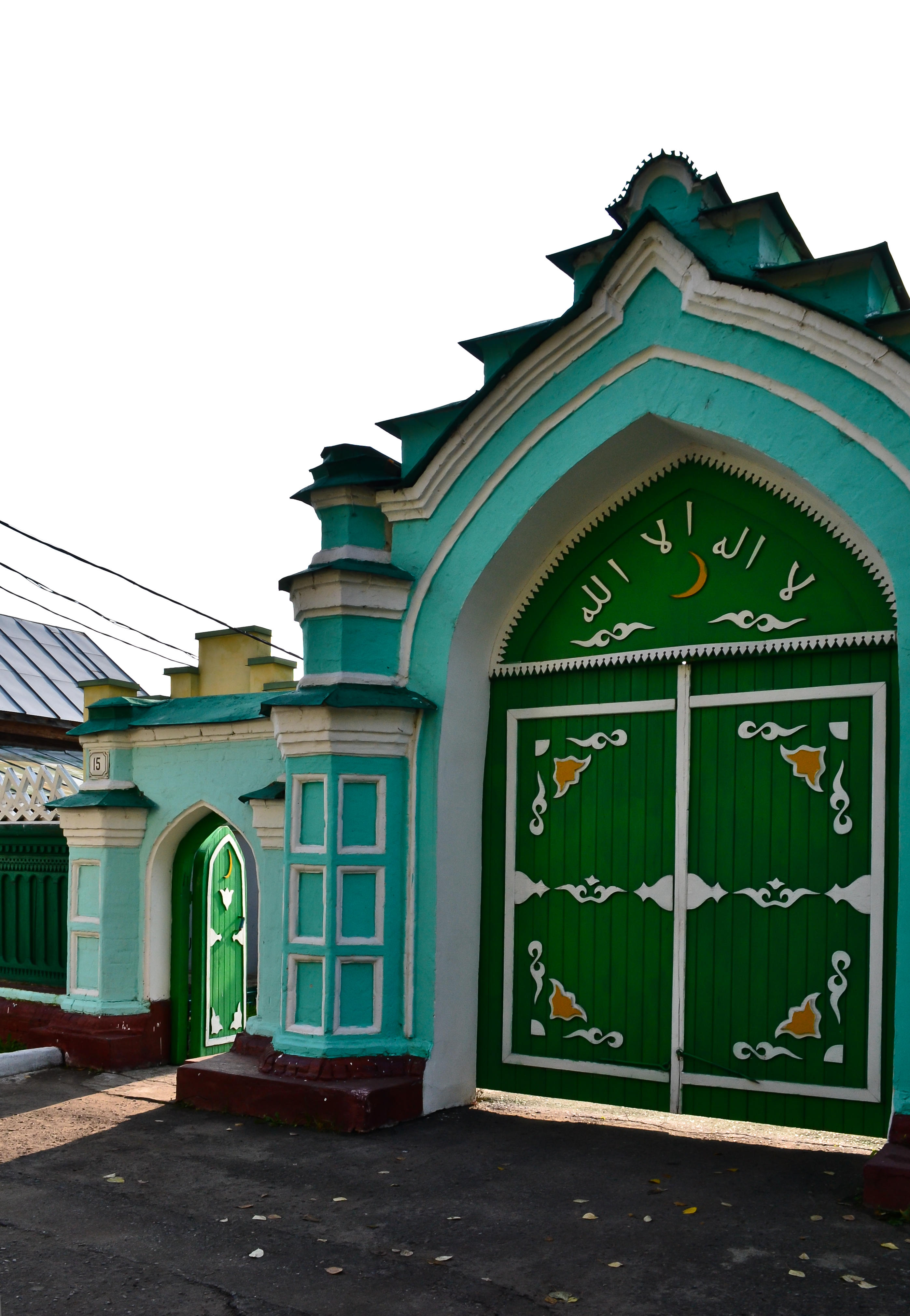
Вікно Азимовської мечеті — приклад поєднання татарського зодчества і еклектики

Тата́рська архітекту́ра — риси архітектури татар, що сформувалася під впливом осілого і кочового способу життя в давні часи, розвиваючись в епохи Золотої Орди, Татарських ханств і під пануванням Російської імперії. Архітектура була сформована в сучасному вигляді протягом довгих століть і залежала від культури, естетики і релігії населення, тому являє собою унікальне поєднання східного, російського, булгарського, золотоординського зодчества, європейських стилів, які панували у Росії в той чи інший час, що особливо чітко відображено на татарських мечетях. (див. Мечеть з мінаретом на даху)

## Історія

### Раннє Середньовіччя

#### Верхня Волга
Сліди пам'яток архітектури залишили за собою татари південно-східної Мещери, Мордовського, Пензенського і Нижньогородського країв. Пам'ятники давньотатарського середньовічного будівництва та ісламської архітектури були залишені в межиріччі Волги й Оки. Оскільки в ранню епоху населення часто мігрувало, постійно стиралися старі, з'являлися нові кордони, руйнувалися й поставали міста, знищувалися мечеті — відбувалася втрата більшої частини пам'яток архітектури та письмових джерел з татарської архітектури.
У X—XIII століттях, в ранній неофеодальний період Волзької Булгарії відбувся розквіт кам'яного монументалізму в сільських та міських поселеннях, тоді виникла булгарська школа містобудування, сформована ще до впливу епохи Золотої Орди і московського завоювання. Булгарські міста відрізнялися своїми значними розмірами і рідкою забудовою посаду. У період Булгарського ханства також посилювався вплив ісламської монументальної архітектури, однак через суворий клімат булгари розробили новий стиль будівництва мечетей: з палаців у криті опалювані будівлі з товстими стінами, також багато особливостей архітектури було перейнято у поволзьких мусульман, у яких булгари перейняли вхідний тамбур, підпіл, горищну конструкцію верхнього перекриття, дах з ухилом і скління вікон. Іншою винятковою особливістю Булгарського ханства була традиція зведення дерев'яних мечетей, які обов'язково повинні були будуватися в селищах, для подальшого поширення ісламуобов'язково мечечі чи обов'язково дерев'яні — уточнити.

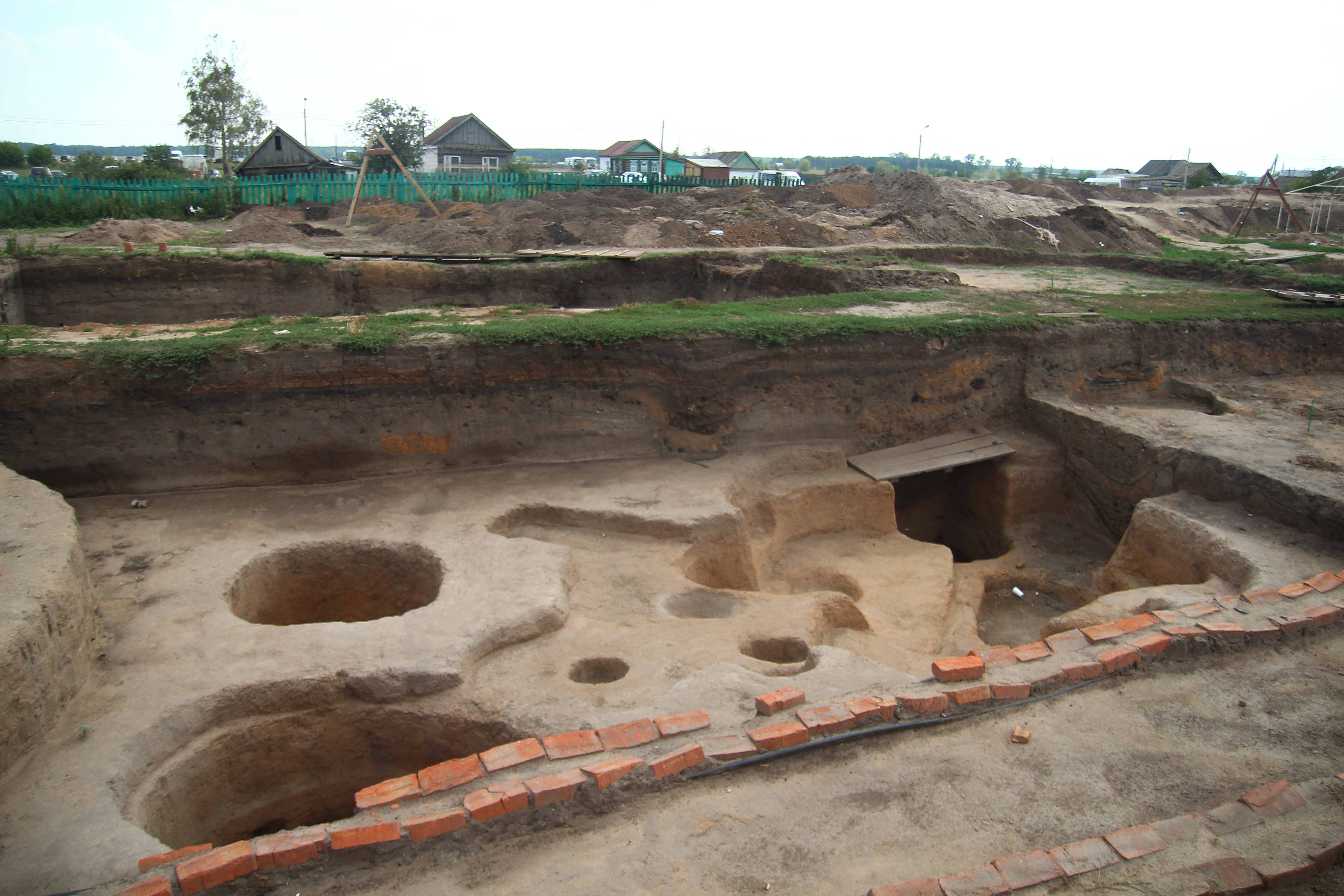
Фундамент будівлі булгарського городища, видно багаторівневу підлогу з великими заглибленнями

Оскільки дерев'яні будівлі не можуть довго існувати, до наших днів жодної подібної мечеті не збереглося, але є припущення, що мечеті зводилися з рисами і дерев'яного булгарського зодчества. Взоруючи іслам, булгарське зодчество наслідувало іранську, арабську і середньоазійські архітектуру. Найпершу відому мечеть було побудовано в Булгарі в 737 році.
У період з X до початку XIII століття починають все сильніше зміцнюватися ісламські норми, що впливають на будівництво мечетей: зображення живності орнаментувались, як в арабському мистецтві, а інші зображення замінювалися написами. Архітектура даної держави відрізнялася масштабністю, розмахом і сміливими інженерними рішеннями, які були втрачені в період монгольського панування. Відомо, що в містах серед великих будівель особливо виділялися мечеті та громадські лазні. Існували архаїчні юртоподібні споруди. Однак не відомо остаточно, як здійснювалося планування міст. Мечеті поділялись на 3 основні типи: сільська/квартальна мечеть з глинобитними і дерев'яними стінами і мінаретом, а також «п'ятнична мечеть», як правило розташована на центральних площах міст і столична мечеть «джамі».
Давній булгарський житловий будинок X століття являв собою зруб або глинобитну споруду, всередині будівлі знаходилася глинобитна піч. Поруч з піччю були 2 ями-зерносховища. Будівлі мали плоску покрівлю. Було встановлено, що багаті люди того часу дозволяли собі будувати цегляні будівлі, і прибудовувати до них нові частини.

### Золота Орда
Під час Західного проходу, монголами були захоплені зокрема Волзька Булгарія і Половецький степ, а також Крим. Завоювання підірвало міське життя на цих територіях. Однак Монгольська Імперія фактично розпалася до середини XIII століття і на її території утворилося ряд держав, серед яких була й Золота Орда, в яку увійшли території колишніх Волзької Булгарії, західної частини Половецького степу, Північний Кавказ, а також Крим. Після набуття самостійності при Менгу-Тимурі, в Золотій Орді почалося інтенсивне будівництво нових міст, а також відновлення старих. Загалом, в період Золотої Орди, на території формування сучасного татарського етносу (Поволжя, Причорноморські степи, Північний Кавказ і Крим), налічувалося понад 120 міст.

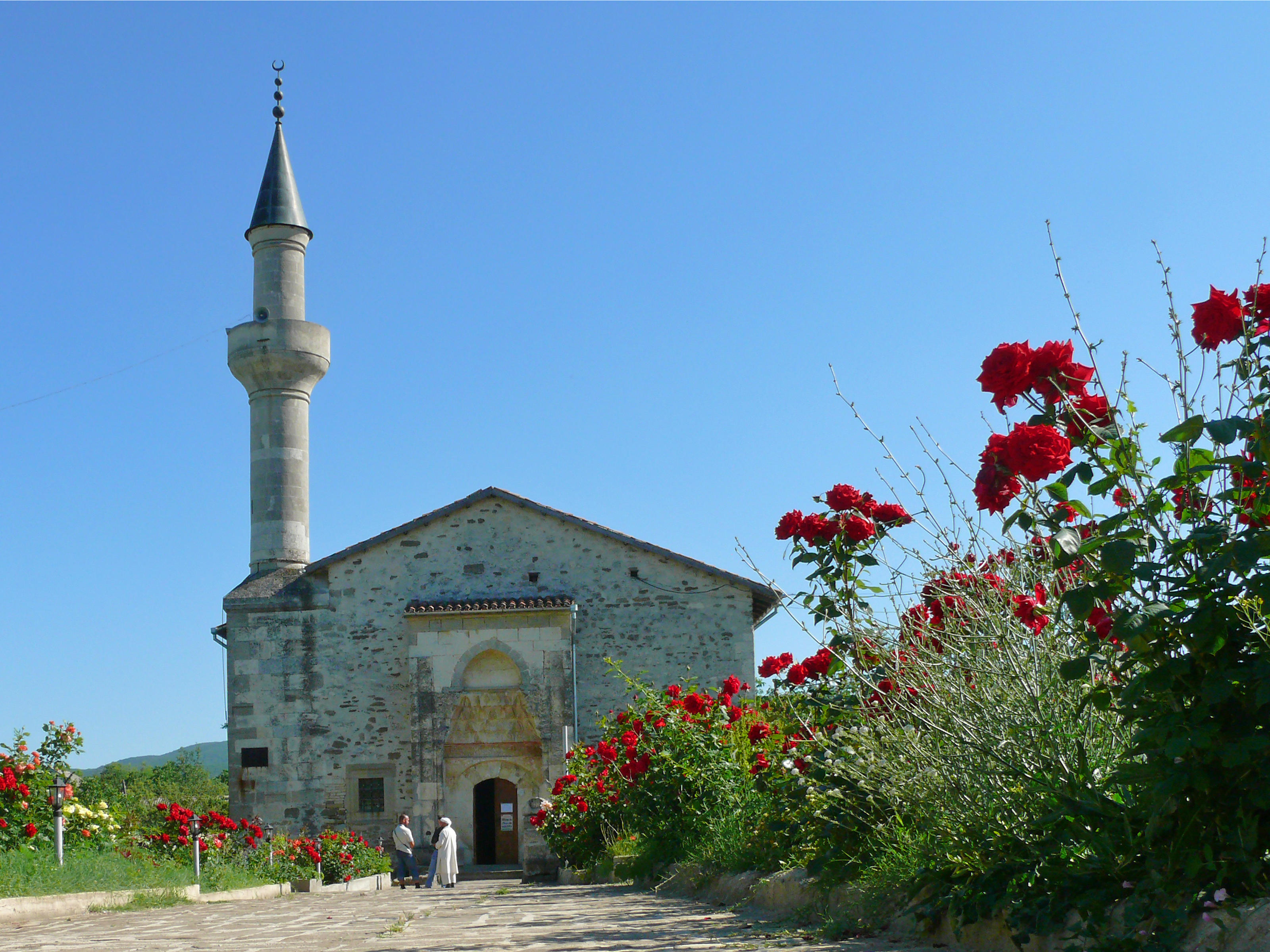
Мечеть хана Узбека в Криму

Здебільшого, міста виникали на порожньому місці, після будівництва знаттю великих садиб, які спричинили будівництво жител торговців, ремісників, а так само простолюдинів-клієнтів. У будівництві простежується чітке планування міст з центром посередині і прямими «проспектами» в бік торговельних шляхів, прокладкою ариків і будівництвом великої кількості лазень, мечетей, медресе, караван-сараїв. Для архітектури золотоординських міст був притаманний сильний вплив малоазійських (пізніше османських) архітектурних технік. В архітектурі фортифікаційних споруд з'являється помітний вплив Генуї та Венеції на заході (Аккерманська фортеця, фортеця Янгишехір тощо), а також Середньої Азії на сході. Багато міст, як в Нижньому Поволжі і Причорноморських степах, були збудовані в області, яка не мала до цього міської культури, і не обмежувались місцевими архітектурними традиціями. В силу цього, міста отримали можливість розвиватися вшир. Особливо цьому сприяла відсутність оборонних стін, як через відсутність зовнішньої загрози, так і в цілях подолання регіонального або феодального сепаратизму.
Відмітними особливостями золотоординських міст є широчінь вулиць, наявність зрошувальних каналів, каналізації, долівкове опалення будівель, садибне планування міст.

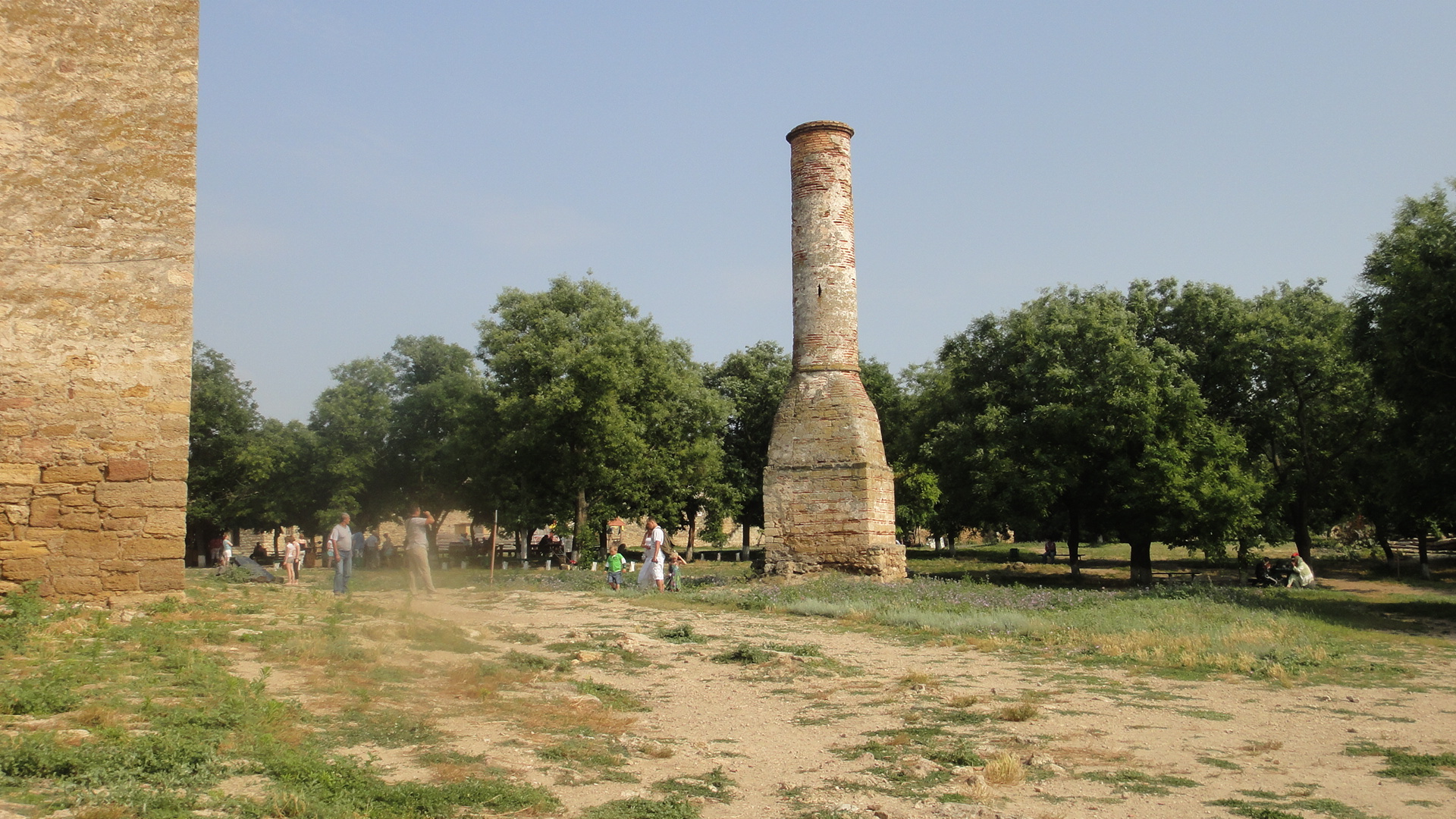
Залишки мінарету мечеті в одному з внутрішніх дворів Аккерманської фортеці

До часу Золотої Орди відноситься ісламізація населення Поволжя, Північного Кавказу і Криму. У містах починається активне спорудження мечетей і медресе (зі збережених донині можна відзначити Мечеть хана Узбека в Криму, споруди р. Болгара в Татарстані та інші.).

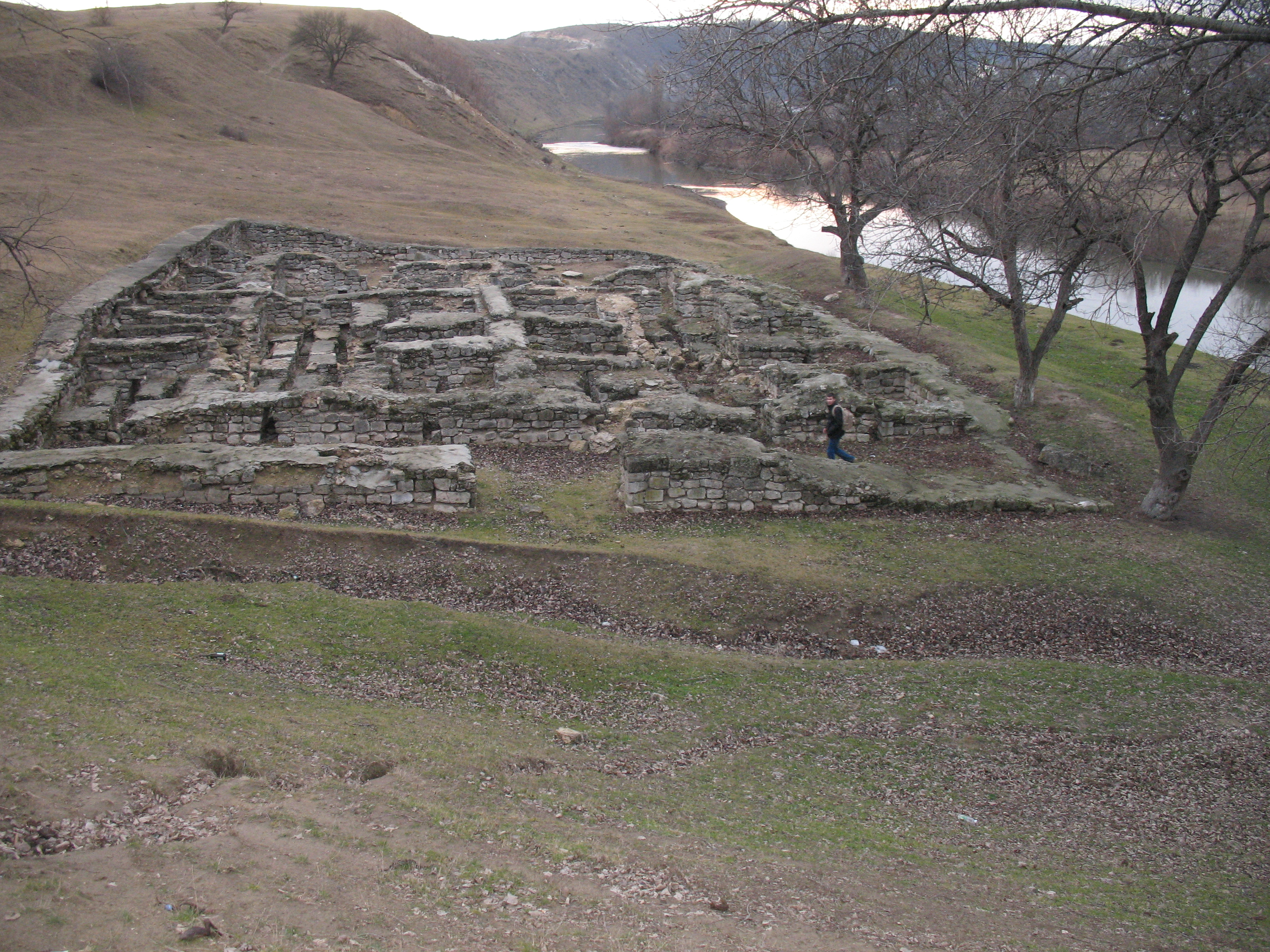
Руїни татарської лазні в селі Требужени (Старий Орхей)

З поширенням ісламу, в містах починається активне спорудження лазень з долівковим опаленням в малоазійському (візантійському, отоманському) стилі.
У період Золотої Орди починається формування єдиної татарської політичної нації, що об'єднала воєдино різні тюркомовні та фіно-угорські народи… Зростання міст зумовило активне переміщення населення і його зростання. Особливі розміри мали центри улусів (областей). Колишнє степове населення активно осідає в нових і старих містах, вплив степу стрімко зменшується. Колишні тюркські і тюркизовані племена перетворюються на аристократичні роди. Будівництво та заохочення освіти в Золотій Орді, призвели до формування старотатарської мови, на основі якої зароджується поезія золотої Орди (поети Сафі-Сараї, Кутб, Хісам Кятіб, Махмуд Галі та інші).
Спільний культурний простір держави дозволив швидко поширюватися архітектурним стилям, що призвело до зміни і об'єднання стилів міст Золотої Орди.
Матеріал будівництва варіювався від місця будівництва і відновлення, застосовувався місцевий матеріал: де був камінь, будівництво велося з каменю (особливо будівель громадських установ), в областях з переважанням лісу — будівництво велося з використанням великої кількості дерева, в областях, бідних як каменем, так і деревом, будівництво велося з глиняної цегли — фундамент виконувався з обпаленої цегли, а решта частини стін з саманної.
Розвиток переривається великою зам'ятнею через виборний характер монархії, поєднаною з появою декількох груп, які намагалися збільшити свій вплив і вплинути на обрання хана (міська аристократія, степові вожді, представники бічних ліній Джучидів) Особливо згубною виявилася війна Золотої Орди з Тамерланом, який знищив більше третини всіх міст і поселень, багато майстрів було взято в рабство для будівництва Самарканда. Крім воєн, особливу роль в падінні держави зіграла Чорна смерть (чума), яка занапастила чимало у 14 столітті. Період Золотої Орди закінчується громадянською війною, розпадом держав на татарські ханства і відпаданням васальних держав (Русі, держави Орда Еджена тощо).

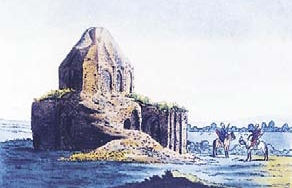
Руїни мавзолею міста Маджар у 1793 році (рисунок П. С. Палласа)

На території колишньої держави утворюється кілька ворогуючих держав, що претендують кожна на владу у всіх інших татарських ханствах. З досі васального улусу Орда Еджена починається вторгнення кочівників-ногайців, які відіграли особливу роль у громадянській війні.
Громадянська війна призвела до знищення величезної кількості міст Золотої Орди.

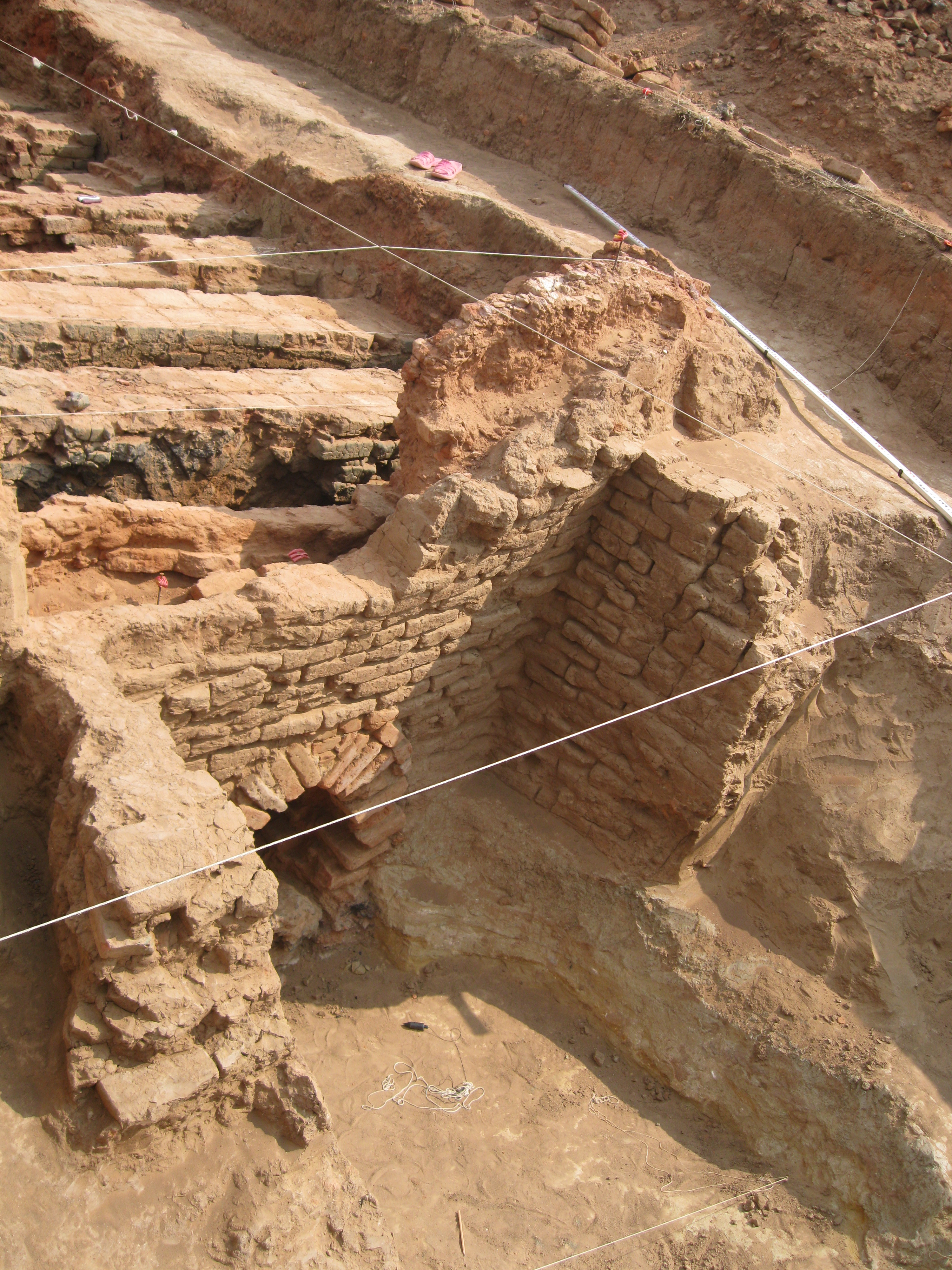
Розкопки столиці Золотої Орди -р. Старий Сарай. Горн із випалювання цегли

Під час громадянської війни, іноземного нападу і чуми, населення починає активно покидати міста на Нижній Волзі і переміщатися на Північ і в Крим. Міста приходять в запустіння, споруди починають руйнуватися. В татарських ханствах починається спорудження укріплених міст-фортець. Масштаби цивільного будівництва різко падають.

### Касимов
У центрі Мещери московським князем Довгоруким було засновано поселення ще в XII столітті, як опорний пункт південно-східного кордону. У XIII столітті місто було завойовано монголами, потім увійшло до складу Золотої Орди, а в XV столітті на його місці було утворено Касимовське ханство, яке було по суті васальною державою Російського царства. До завоювання Казанського Ханства росіянами, місто Касимов було головним центром дотику татарської та москвинської культур. Про архітектуру міста було залишено безліч записів різними мандрівниками з західних країн. Місто на рубежі XV і XVI століть забудовано татарськими і москвинськими слободами. У москвинських слободах переважала дерев'яна забудова, в той час як в татарських — кам'яна з дерев'яною. Слобода являла собою щільну архітектурну споруду з садибами придворних і ремісників з кам'яними мечетямиум т.ч. москвинів?. Будівлі багатих татарських землевласників не відрізнялися великими розмірами. В слободі були обгороджені двори, які часто займали половину площі будівлі або фортеці. Головну площу було вкрито вапняковою бруківкою і по периметру забудовано покоями царя, його сеїтів, мурз, беків і уланів. Будівля палацу було прямокутною та огороджена дерев'яним тином. В 1467 році навпроти палацу було побудовано кам'яну мечеть з білого вапняку, що являє собою кубічну центричну будівлю з куполом і мінаретом у кутку. Сьогодні мінарет будівлі є найстарішим збереженим пам'ятником татарської архітектури в Мещері, мечеть було розібрано і перебудовано вже в іншому стилі. Після завоювання москалями Казані, Касимов поступово став втрачати унікальну етноархітектуру, зокрема й культову. І з того часу спостерігався все сильніший вплив архітектури, планування Казані і провінційного російського класицизму. Фасади стали прикрашатися цегляним орнаментом з вапняковими тесаними деталями, популярним стало кольорове скло. За основу кам'яного декору слугувала булгарська орнаментика, а в дерев'яних орнаментах було помітно вплив культури верхнього Поволжя і Нижньогородського краю. Характерними частинами житлової касимівської будівлі були ґанок, грановані сіни, веранда, мезонін і башточки. До XIX століття татарська слобода забудовувалася за гніздовим плануванням.

### Казанське ханство

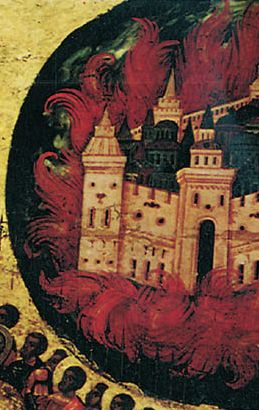
Взяття Казані, фрагмент з ікони

Під час занепаду Монгольської імперії татарські землі через феодальні міжусобиці приходять в хаос і занепад і XIII—XIV століття відбувається масова міграція татар на північ, де згодом утворюється нова казанська держава, в архітектурі починає простежуватися вплив московської та османської архітектур. Також в XIII відбувається потужна хвиля сельджуцького впливу на архітектуру, зокрема й дерев'яну. Через те, що нова держава набагато слабша, ніж булгарська, традиція зводити величезні монументальні храми відходить на другий план.
Архітектура Казанського ханства традиційно поєднує в собі стиль булгарського дерев'яного зодчества та ісламської архітектури, що утворилася в період Золотої орди. Також нове місце займає османська архітектура, яка вважається на той момент найпрогресивнішою в ісламському світі.
Кам'яні палаци зводилися за подобою татарського житла: мали два поверхи, з двох двоповерхових зрубів, які об'єднували сіни, на дахах палаців красувалися башточки-бельведери, а стіни будівлі облицьовували кахлями. В Казанському ханстві було повернуто традицію зведення дерев'яних мечетей з високими і вузькими мінаретами, які виходять з центру двосхилого даху. Зведення дерев'яних мечетей виходить на новий рівень під час дії закону, що забороняє зводити кам'яні мечеті у XVIII столітті.
У період Казанського ханства зводиться монументальна архітектура з довгими балконами, що спираються на колони. Серед архітектури Казані переважали дерев'яні споруди, кам'яні палаци і мечеті з високими мінаретами, в яких ховали казанських ханів, а їх усипальниці були розкішно оздоблені камінням і перлами. Мечеті і палаци згадуються в листах також і за межами Казані. Для казанського і булгарського зодчества була властива контрастна ярусність і різка ступінчастість будівель. В цілому залишилося дуже мало відомостей про архітектуру ханського періоду, оскільки майже всі наземні будівлі було зруйновано. В Казані до взяття її росіянами існувала восьмимінаретна мечеть, яка могла стати прообразом для московського храму Василя Блаженного на Червоній площі в Москві, як символ перемоги християнства над ісламом. А 9-й центральний купол колись було знято з тієї самої мечеті, інші куполи також привезли на 12 підводах, однак питання щодо куполів і прообразу залишається досі спірним.

### У складі Російської імперії
За наказом Івана Грозного наявні палаци і храми Казані було зруйновано, а на їхньому місці побудовано нові будівлі і церкви, було повністю заново побудовано Казанський кремль. Розгром Казанського ханства супроводжувався розоренням всіх основних культурних центрів, масовими вбивствами і депортаціями, які призвели до національного занепаду культури монументального зодчества татар. Незважаючи на це, багато невеликих сільських мечетей продовжували діяти в поселеннях, а багато міських мечетей перебудовувалися у церкви або будівлі іншого призначення. Протягом наступних століть Татарстан у складі Російської імперії починає співіснувати з московським народом. Аж до кінця XVIII століття в Татарстані не було зведено жодної кам'яної мечеті, навпаки йшло систематичне і поступове руйнування кам'яних мечетей, створених у період Золотої орди та Казанського ханства. Тільки під час єпископа казанського Луки Конашевича було зруйновано 418 кам'яних і дерев'яних мечетей, серед яких були й нові на той період. Проте знищення торкалися виключно культових пам'яток, в той час, як світські пам'ятки татарського зодчества зачеплені не були. Після сплеску антиросійських настроїв серед татар, Російська імперія повернула права на зведення мечетей, але з суворими обмеженнями щодо розмірів і кількості. Зокрема за новим указом мечеті не дозволялося будувати поблизу російських поселень і «новохрещених іновірців». Також указ встановлював, що крім відсутності православного населення для спорудження мечеті було необхідно, щоб її прихід становив не менше 200 чоловіків. На практиці будівництво дерев'яних мечетей тривало активно, навіть там, де населення хрестилось. У таких випадках влада могла застосовувати репресії до сільських громад. Сільські мечеті являли собою переважно двоповерхові дерев'яні будівлі в стилі татарського зодчества і прямокутні будівлі на високому цокольному поверсі, з високим вальмовим дахом і оштукатуреними стінами, а мінарет споруджувався на гребені даху, оскільки окремо збудований мінарет був нестійким під час вітру. Стіни мечеті фарбували вохрою, фронтони будівлі і стрижень мінарету фарбували ультрамарином, будівлю також прикрашали білими фризами і зеленими карнизами. Гарно декороване напівкругле фронтонне вікно розфарбовувалося в білий і зелений кольори. Нерідко через те, що під час будівництва чергової мечеті, її лицьова сторона зверталася в бік Мекки, будинок розташовувався під кутом до вуличної забудови.

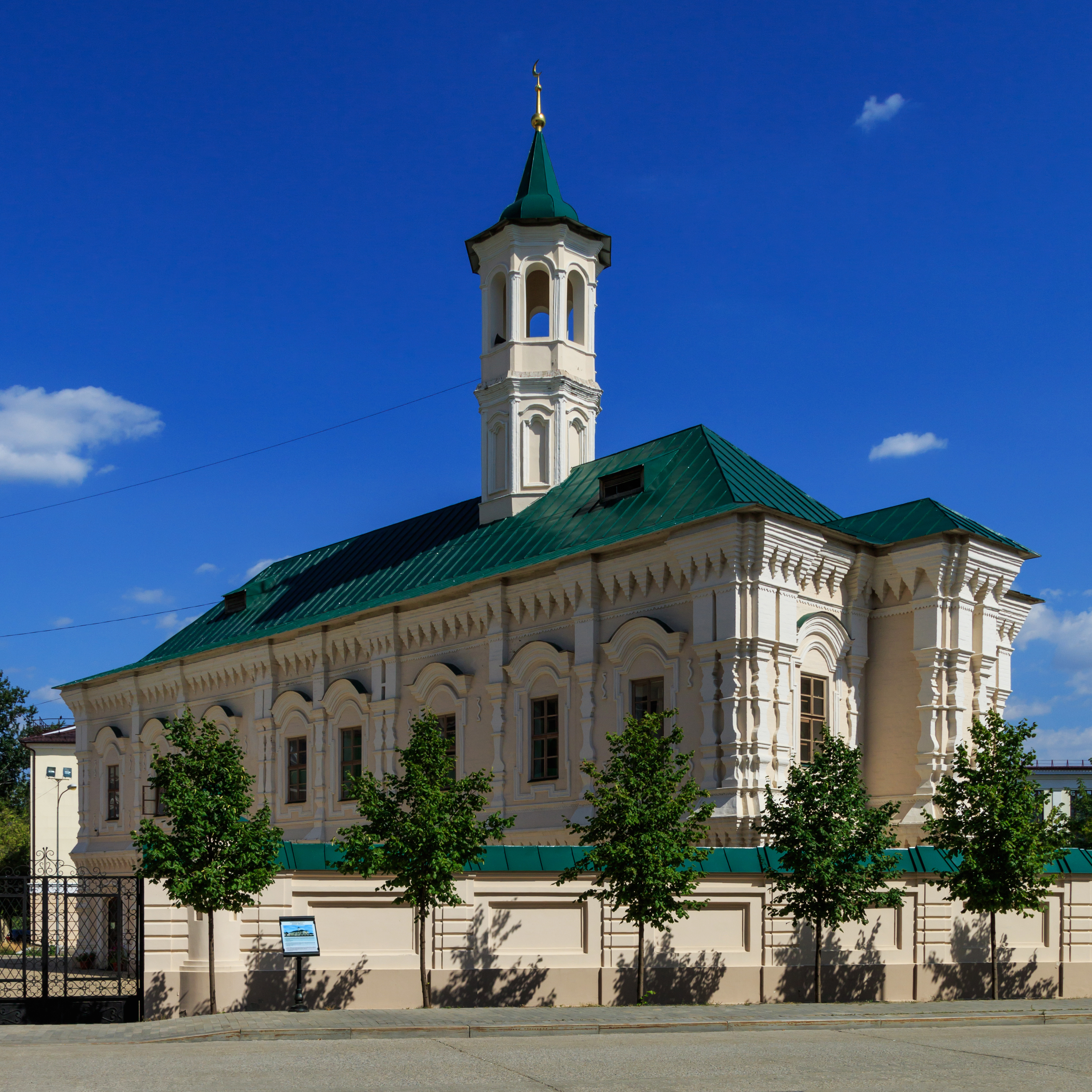
Апанаєвська мечеть, Казань

Обмеження на будівництво мечетей були значно ослаблені у XVIII столітті, завдяки чому з'явилася можливість знову зводити кам'яні храми. Однак закон досі забороняв зводити мечеті за наявності в селі християн. В кінці XVIII століття Санкт-Петербурзька будівельна комісія випустила альбоми зразків мечетей для масового будівництва.
Після указу 13 грудня 1817 року «Про облаштування сіл та церковних будівель» обмеження на будівництво мечетей було знято й у великих містах на замовлення мусульманських громад у XVIII — початку XX століть почали масово зводитися монументальні мечеті за розробками російських архітекторів. Вони являють собою переважно синтез татарського зодчества, панівних стильових напрямів російської архітектури відповідного часу, і далекі від мусульманської архітектури. Однак у маленьких поселеннях продовжують зводиться мечеті відповідно до суворих канонів булгарського зодчества, тому утворилися 2 основні гілки татарської культової архітектури: прогресуюча міська і ортодоксальна сільська. Незважаючи на ці особливості, архітектурний напрямок мечетей не міг розвиватися вільно у складі держави, яка визначала християнство, як панівну релігію, тому більшість мечетей не відрізнялися ні сміливими архітектурними рішеннями, ані своїми розмірами. У другій половині XIX століття архітектура татарського зодчества починає виділятися яскравою поліхромією, і все більшою популярністю користується смугасте розфарбування обшитих тесом поверхонь, яке стає відмітною особливістю татарського зодчества на відміну від російського та фіно-угорського. Незадовго до революції на всій території Російської імперії відбувається відродження ісламської архітектури, зокрема й в Татарстані. Так, якщо в 1856 році в 18 губерніях, налічувалося 3478 мечетей, то до 1912 році їх було вже 6144 одиниць. Однак це тривало лише до подій революції 1917 року.
Татарський інтер'єр. В оселях дореволюційного типу всю передню частину будинку обставляли невисокими і широкими нарами — секе. На них спали, працювали, їли, приймали гостей тощо. Під час сну секе огороджувалися завіскою — чаршау. В кожному будинку зберігалися скрині, вкриті килимками, також до бічної стіни приставлялись столи, на яких однак не їли, а тримали самовар або посуд на підносі. Біля задньої стіни будинку розташовувалася шафа, яка була або закритою, зі скляним верхом, або відкритою у вигляді полиць, на полицях з жердин зберігалися в достатку запасні постільні приналежності. У будівлі було мало меблів, але дуже багато килимів і тканинних виробів.

### Новітній час
Збитки, завдані культовим і монументальним пам'яткам Татарстану в період існування СРСР сумірні з гіршими періодами Середньовіччя. Після перевороту 1917. почався процес нівелювання етнокультури і майже повного знищення культових будівель. Будівництво культових споруд залишалося в деяких селах до 30-х років. Проте в період СРСР було зруйновано або перебудовано більшість культових пам'яток Татарстану. Будівництво мечетей відроджується лише у 80-х роках і здійснюється у двох напрямках: традиційному (татарське зодчество з мінаретом на даху) і універсальному. У проектах мечетей стали простежуватися новаторські ідеї та спроби відродження архітектурної спадщини Казанського ханства. З іншого боку, будівництво мечетей ніхто не координував, тому багато будівель відрізняються низькою якістю.
До 1950 року в татарських селах переважали зрубні чотирьохстінні хати, вкриті соломою, біля входу завжди стояла хлібопекарська піч з котлом, яка однак не впиралась в стіну. Піч і стіну з'єднувала глуха перегородка, що розділяла будинок на жіночу і чоловічу половину. У жіночій частині також знаходилася кухня — пачмак. В будинках бідніших сімей кухня робилася в перегородці, яка закривалася фіранкою при появі сторонніх у будинку. Зростання економіки та рівня життя призвело до повного оновлення житлового фонду в селах, все частіше стали будувати будинки з каменю або цегли, а солом'яні дахи повністю замінили на шиферні або залізні. Хати стали будувати з прирубом — «тур як», або чистою/передньою половиною яка використовувалася як спальна кімната і вітальня. Решта будівлі ділилася на «темну половину», яка слугувала одночасно передпокоєм, кухнею і їдальнею. Будинки по можливості розширювали для створення більшої кількості кімнат, а у великих п'ятистінних будинках прибудовували ще додаткові прируби. У пізніший час до багатьох будинків стали прибудовувати засклену терасу, яка є одночасно їдальнею і спальнею влітку. Серед нових будівель в Татарстані переважають цегляні будівлі.

## Садиба
Татарська культура протягом останніх століть взаємодіяла з російською, тому татарські традиційні садиби багато в чому схожі з російськими, але мають низку ґрунтовних відмінностей: по-перше будинку повинні бути обгороджені парканом з боку фасаду, а сам будинок розташовуватися принаймні за 2 метри від вулиці; це пов'язано з оборонними традиціями народу, а також закритим способом життя татарських жінок. Самі будинки були розділені на чоловічу і жіночу половини. Головну роль в оздобленні будівель грали не різьблення по дереву, як у російських хатах, а яскраві і дрібнорозписні зображення, що складаються переважно з жовтих, білих, блакитних і зелених тонів, фарби зазвичай не змішувалися, що надавало розписам особливу чіткість і яскравість. Найбільше розпису піддавалися ворота будівлі, на будинках, переважно, зображували сонце, геометричні знаки, символи з міфології, птахів, квіти та інше, Вікна будівель прикрашалися різьбленими наличниками, які особливо були гарними у горищних маленьких вікон; для таких віконець спеціально створювали заглиблення-ніші, які огороджувалися різьблений ґратами, надаючи вигляду декоративного балкона. Традиція розпису існує ще з часів стародавньої Булгарії до поширення ісламу. Найбільше розписували будинки в Заказаньї, тоді як в Самарській області будинки виглядали набагато скромніше. На стіні будинку або над вхідними дверима вивішувалися шамаїли — гарно оформлені вислови з Корану, які в наш час вставляють в рамки зі склом. Внутрішній інтер'єр щедро прикрашався яскравою матерією, що складається з молитовних килимів, скатертин, серветок і рушників, також у домі завжди було багато подушок, перин, вовняних ковдр. Кімнати огороджувалися чаршау і чибилдиком, або ж фіранкою і пологом. Вважається, що ця традиція сходить ще до часів, коли татари вели кочовий спосіб життя. Будинок опалювався «казаном» — великою і низькою піччю з вмазаним котлом, який знаходився в задній частині будинку, на печі влаштовувався виступ, який іноді був настільки широким, що на ньому можна було ставити самовар і чайний посуд. Загалом у внутрішньому плануванні татарського житла спостерігається велике різноманіття, викликане постійним прагненням створити більш зручне планування житла.
Житла бідних сімей мали лише одну кімнату, і називалися чотиристінками. Оскільки родини були багатолюдними, хату намагалися будувати якомога більшою. Сім'ї вищого достатку будували собі дво- або триповерхові будинки: перший поверх зводився з цегли, а решта — з дерева. Будівля рясно прикрашалося малюнками й орнаментом.

## Галерея

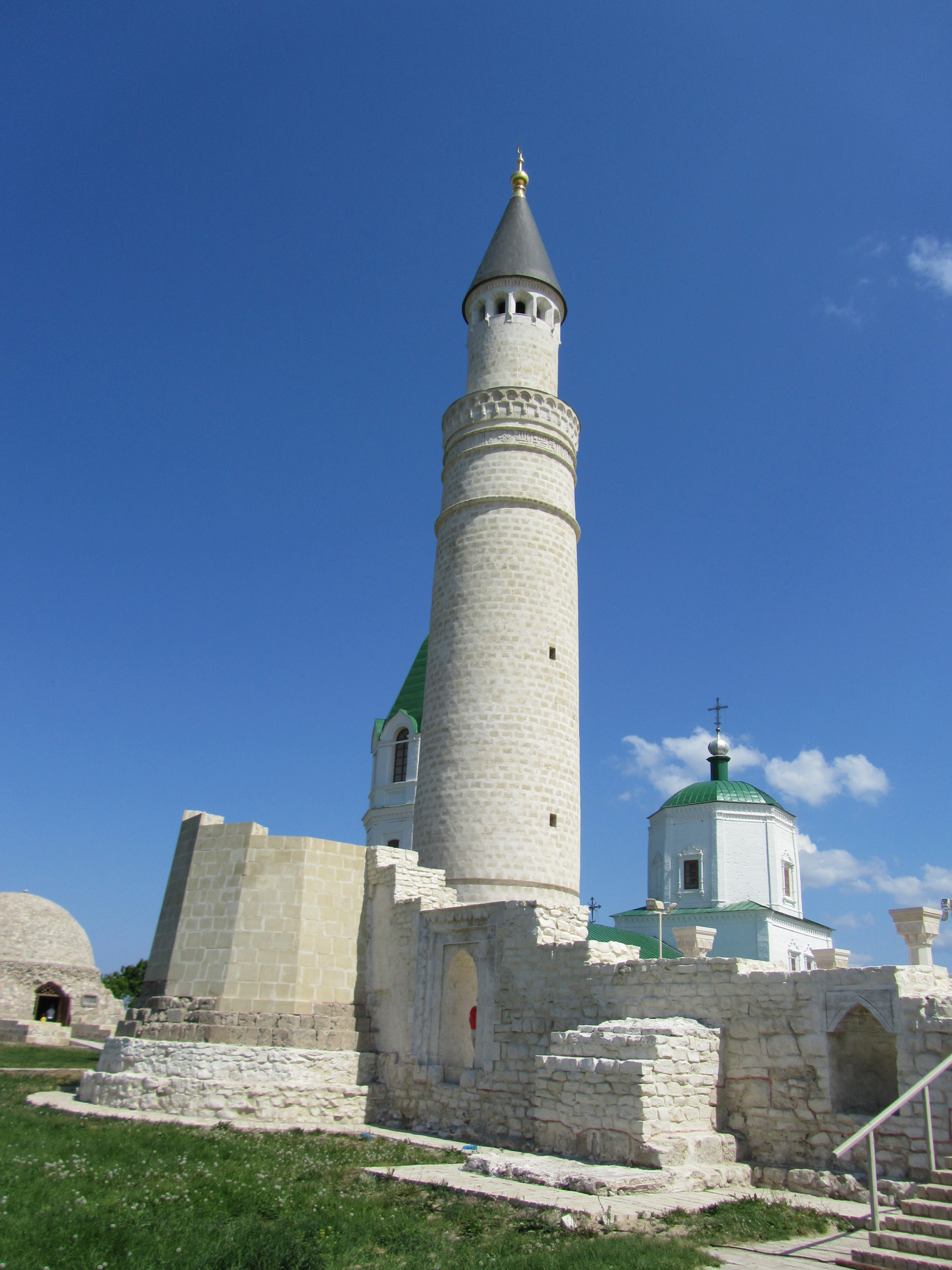
Булгарське городище, XII-XIV ст.
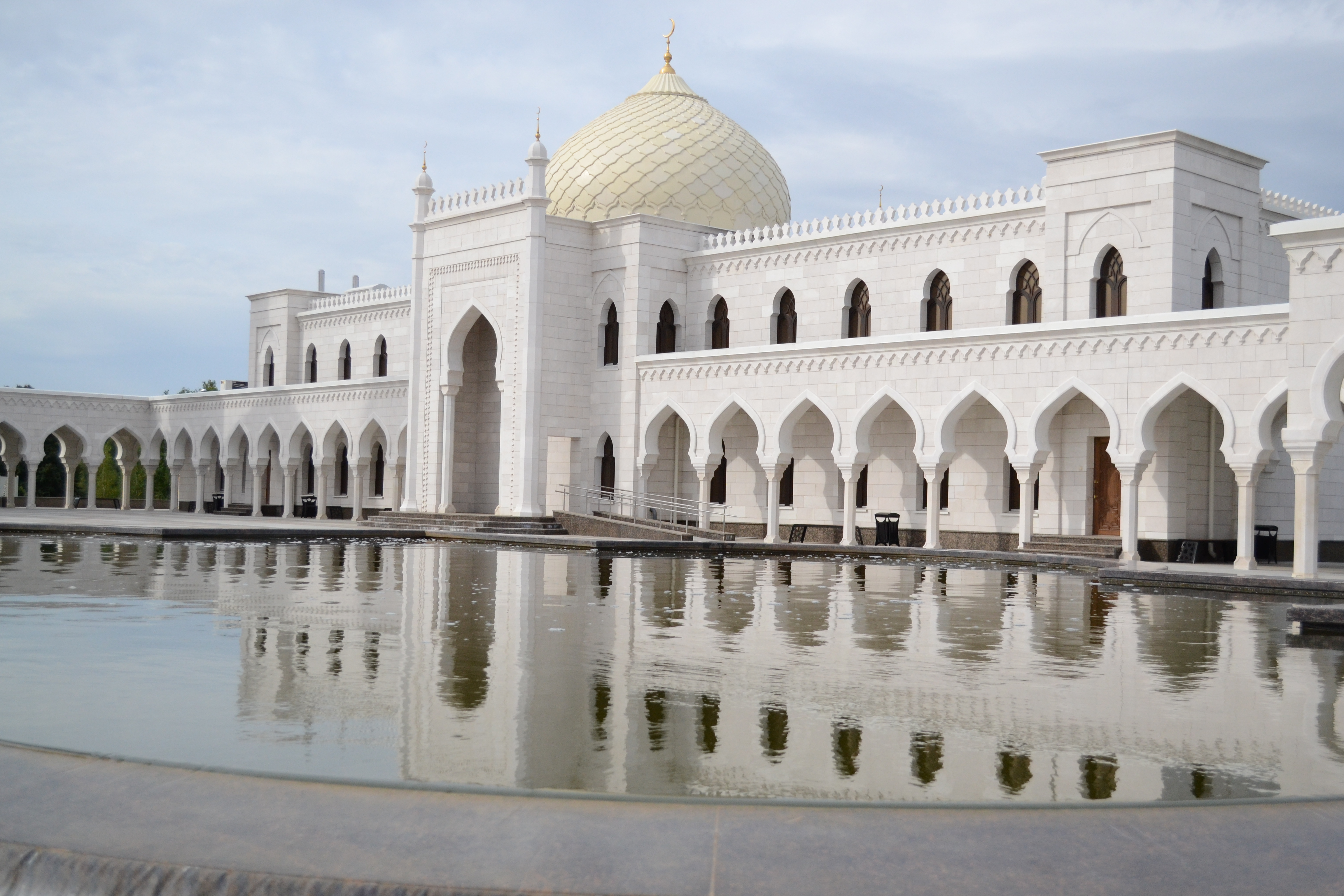
Біла мечеть Булгари, виконана в стилі булгарської архітектури
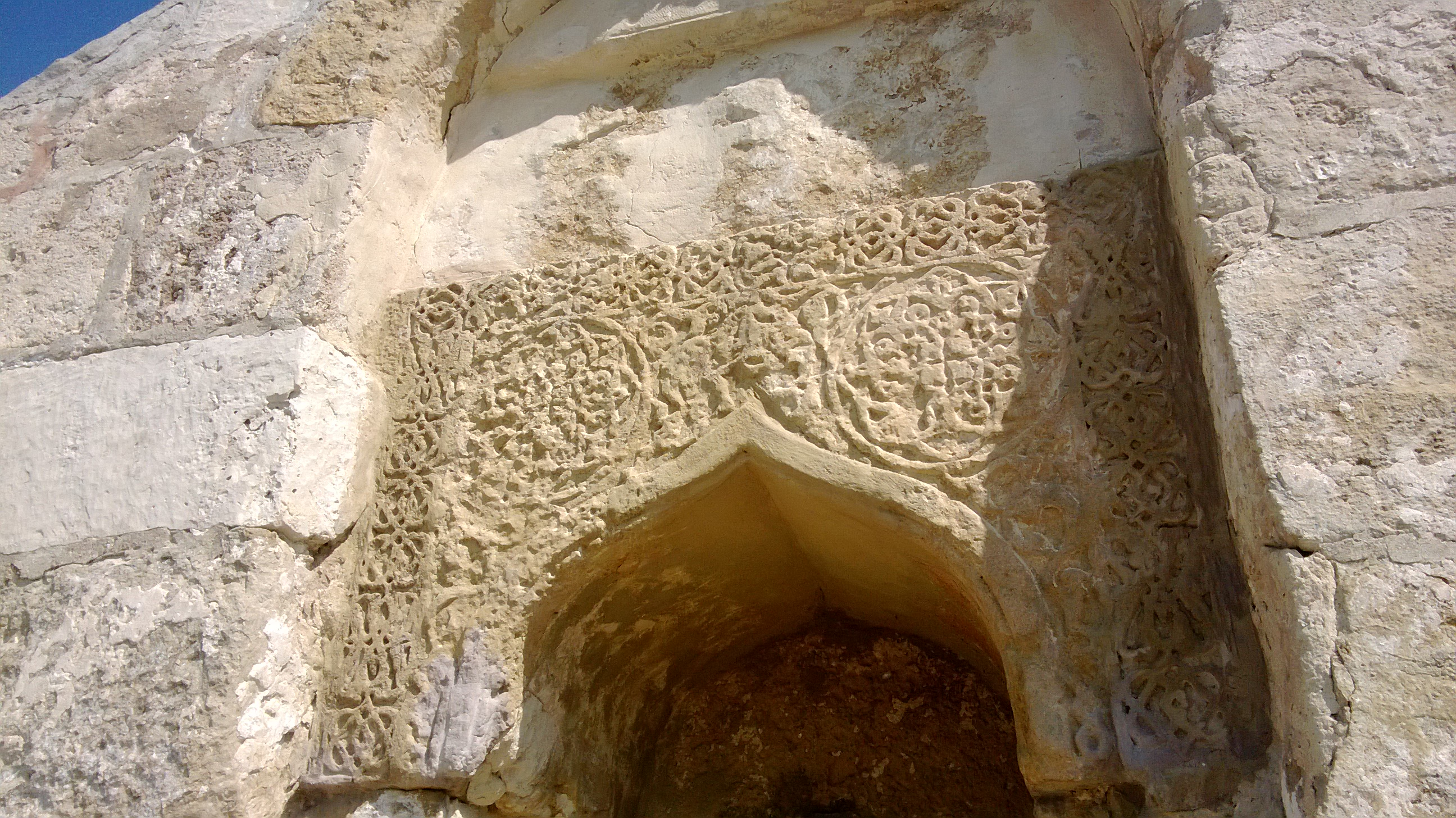
Булгарське городище, орнамент вежі
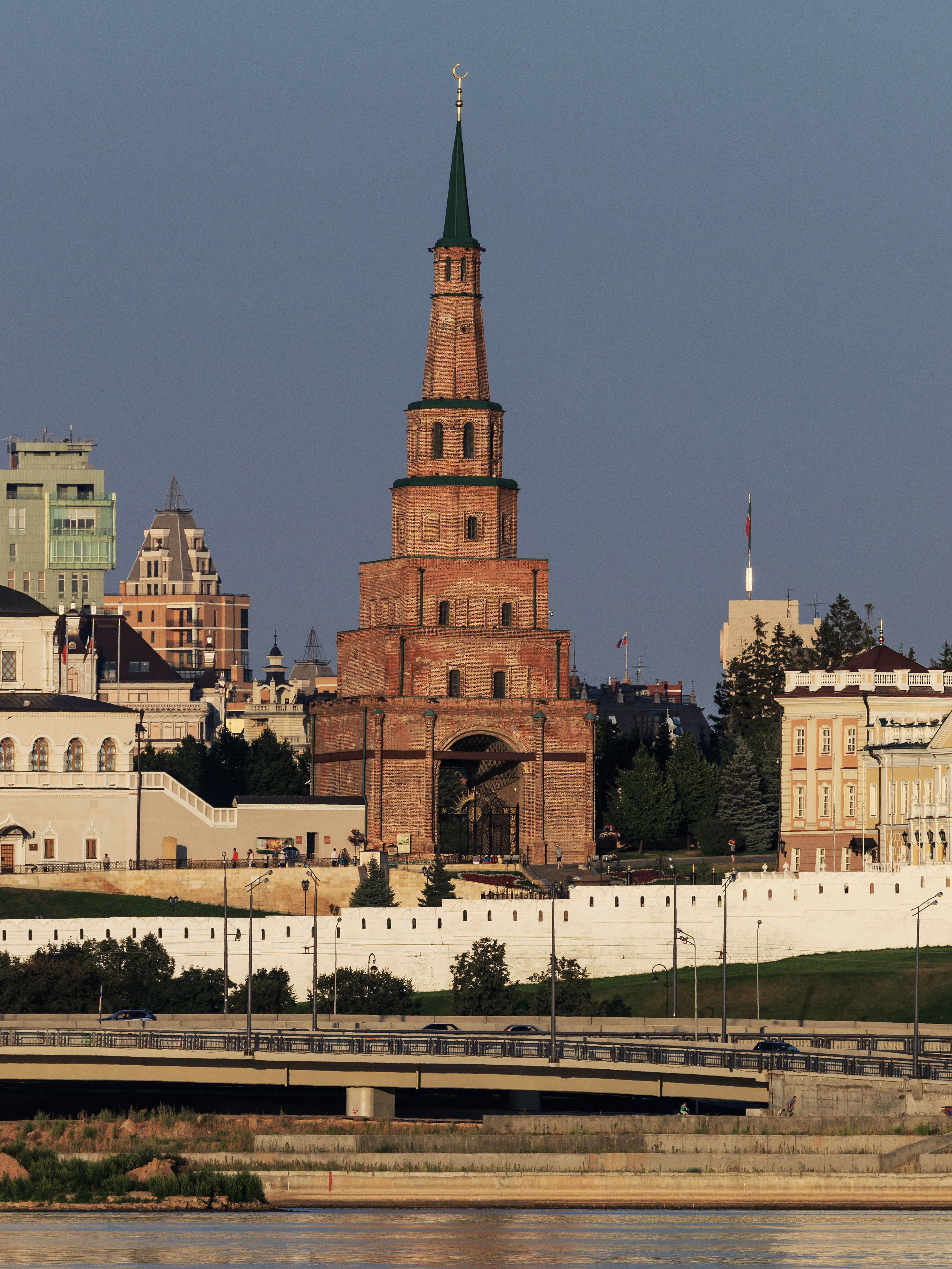
Вежа Сююміке,одна з небагатьох будівель, що збереглися з часів Казанського ханства.
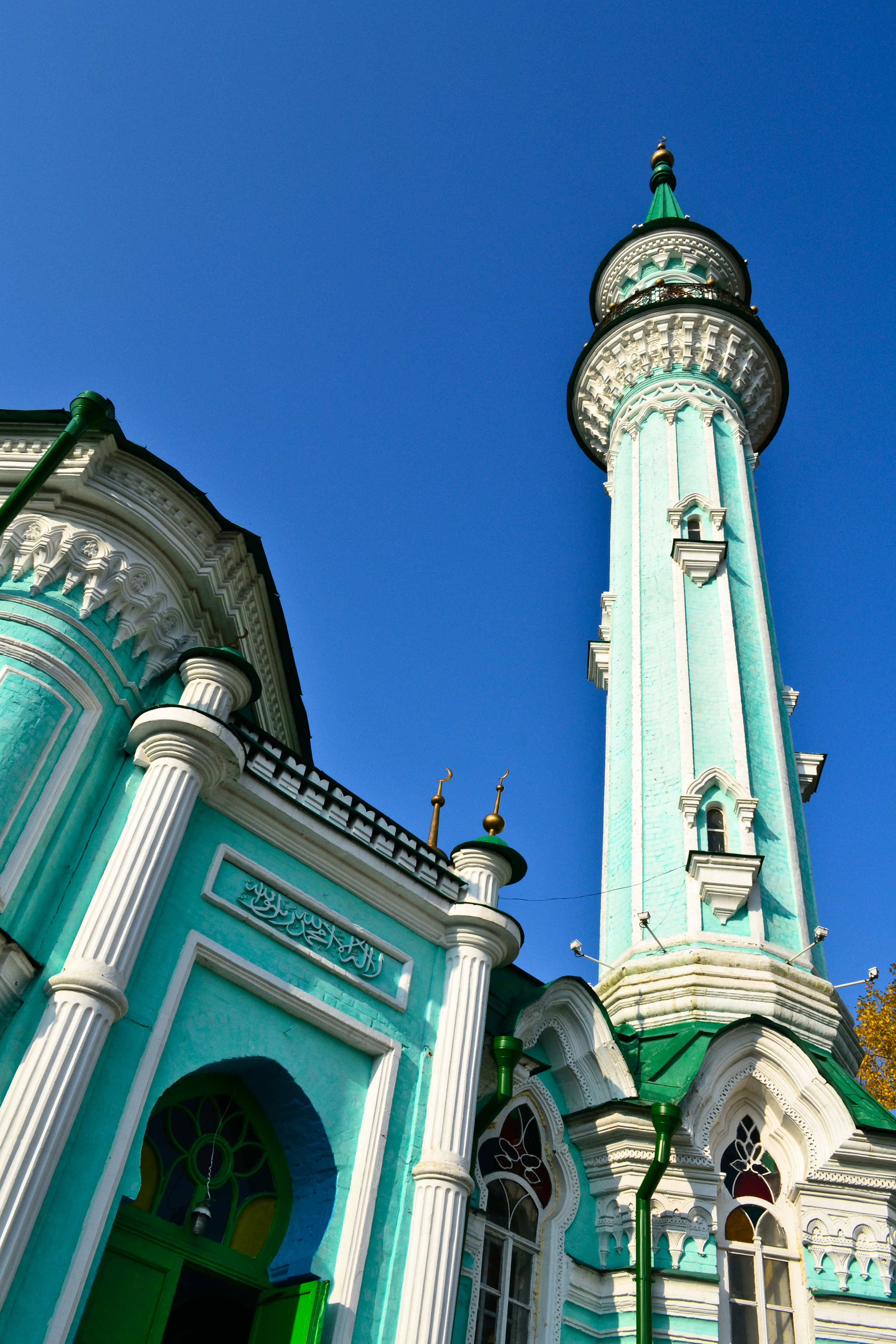
Азимовська мечеть, кінець XIX ст.
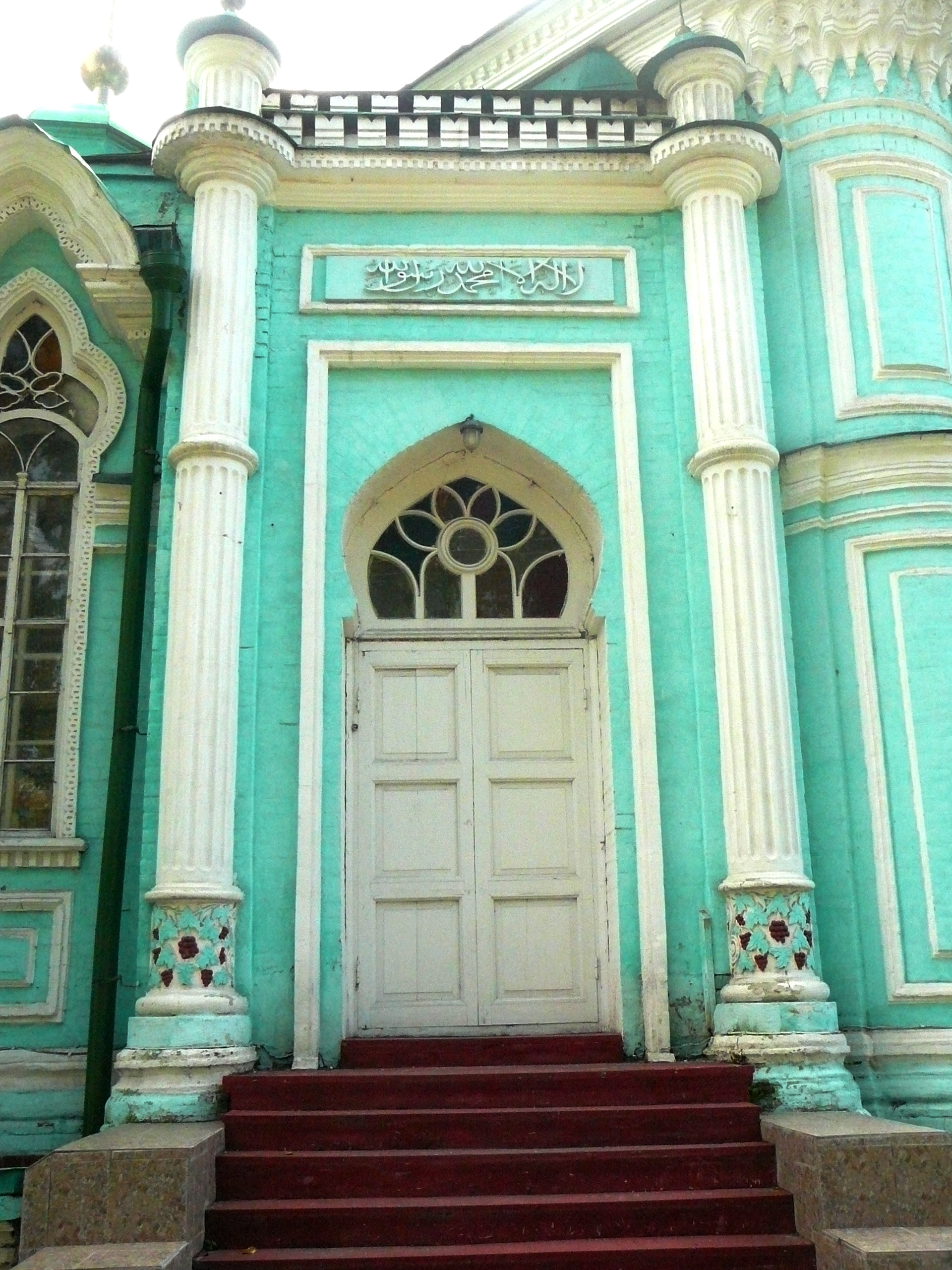
Азимовська мечеть, вхід
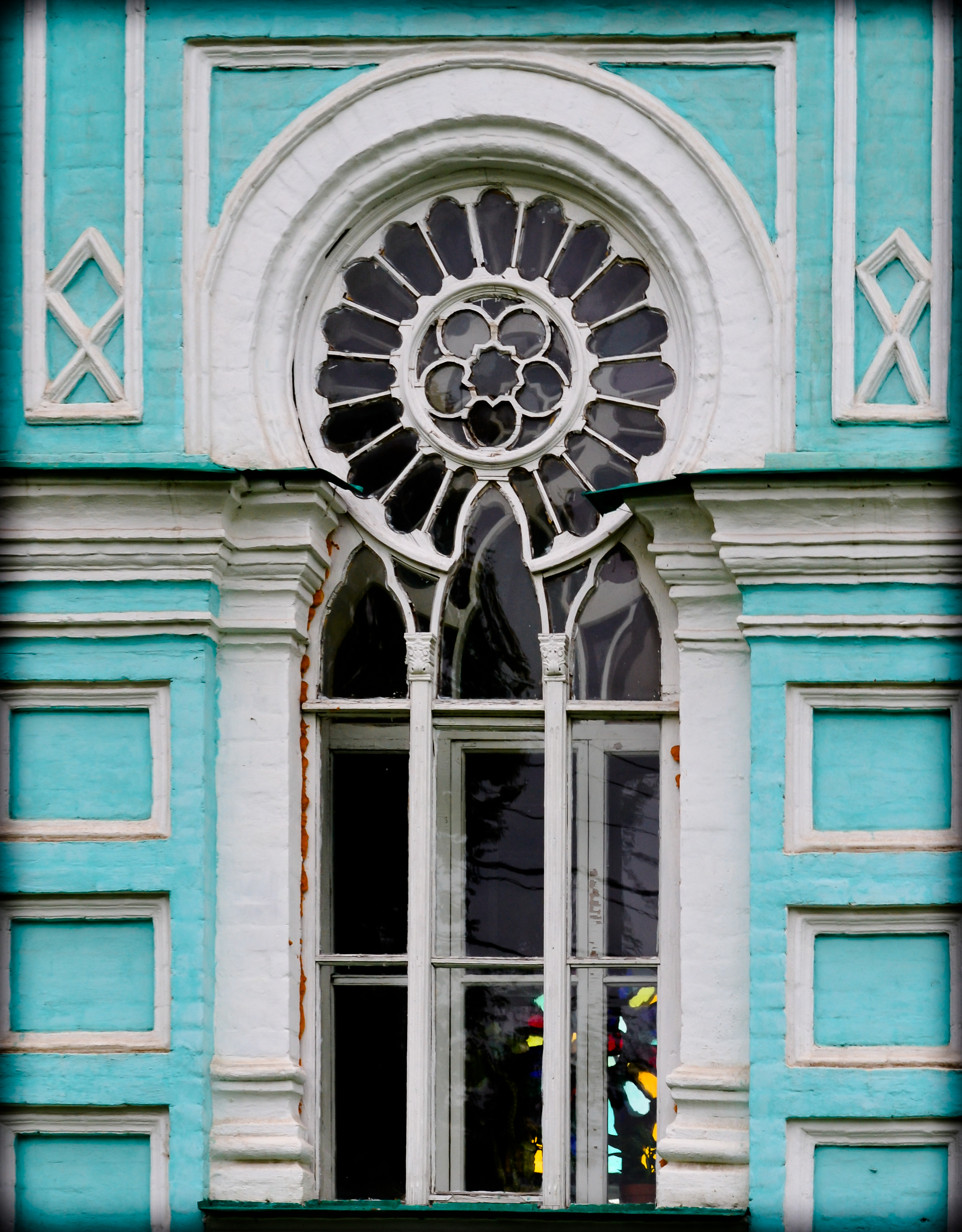
Азимовська мечеть, вікно
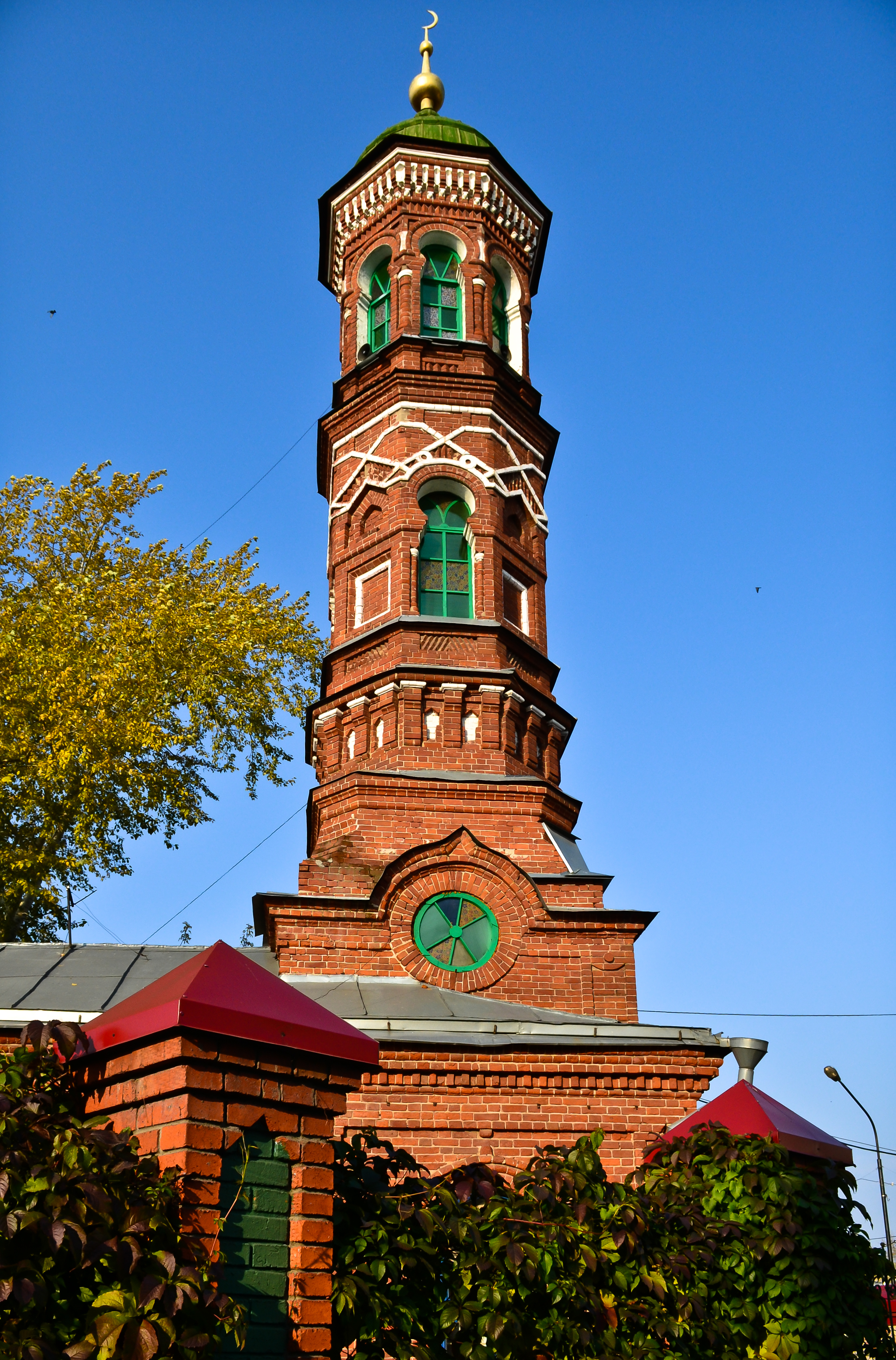
Бурнаївська мечеть, кінець XIX ст.
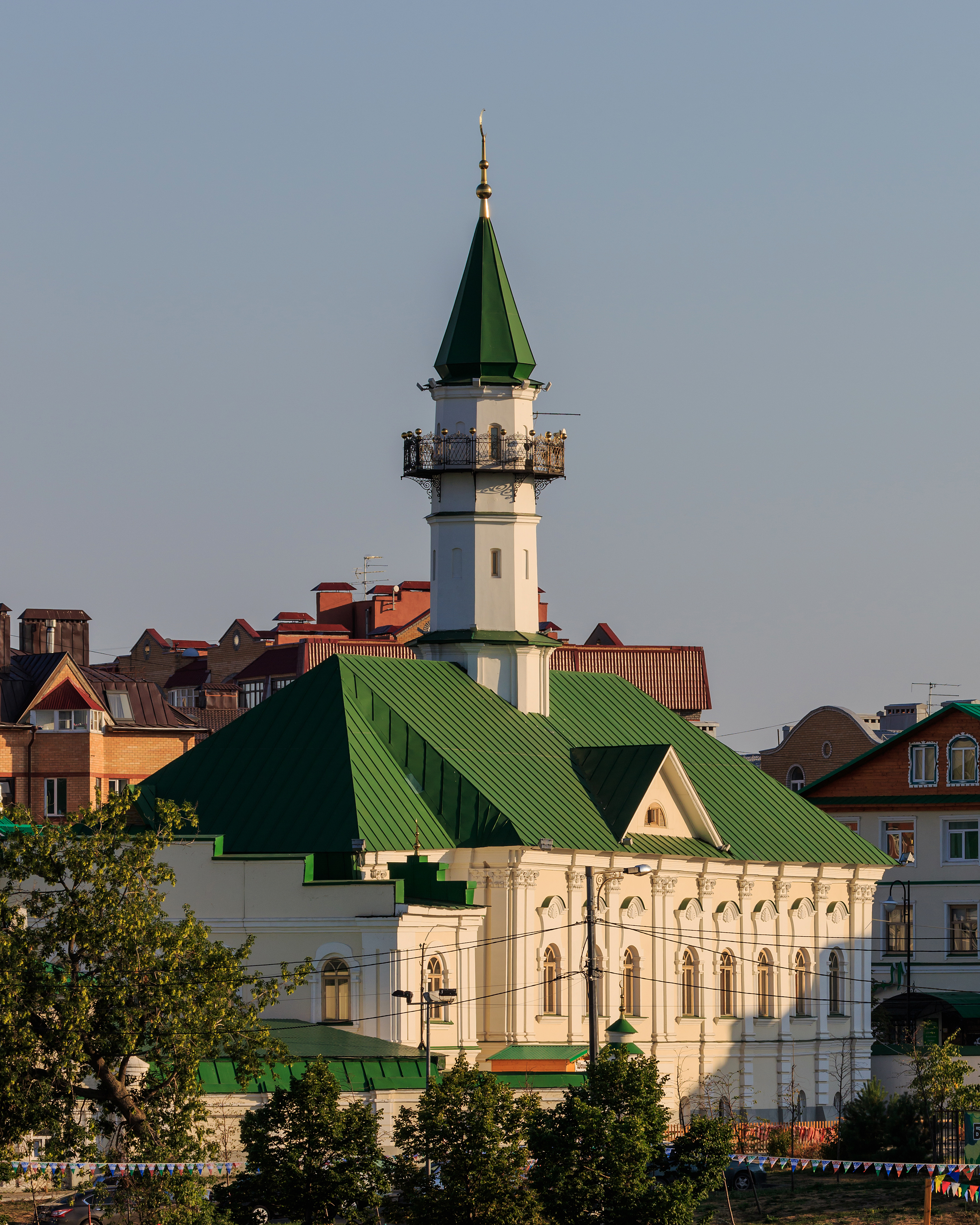
Мечеть аль-Марджані, кінець XVIII ст.
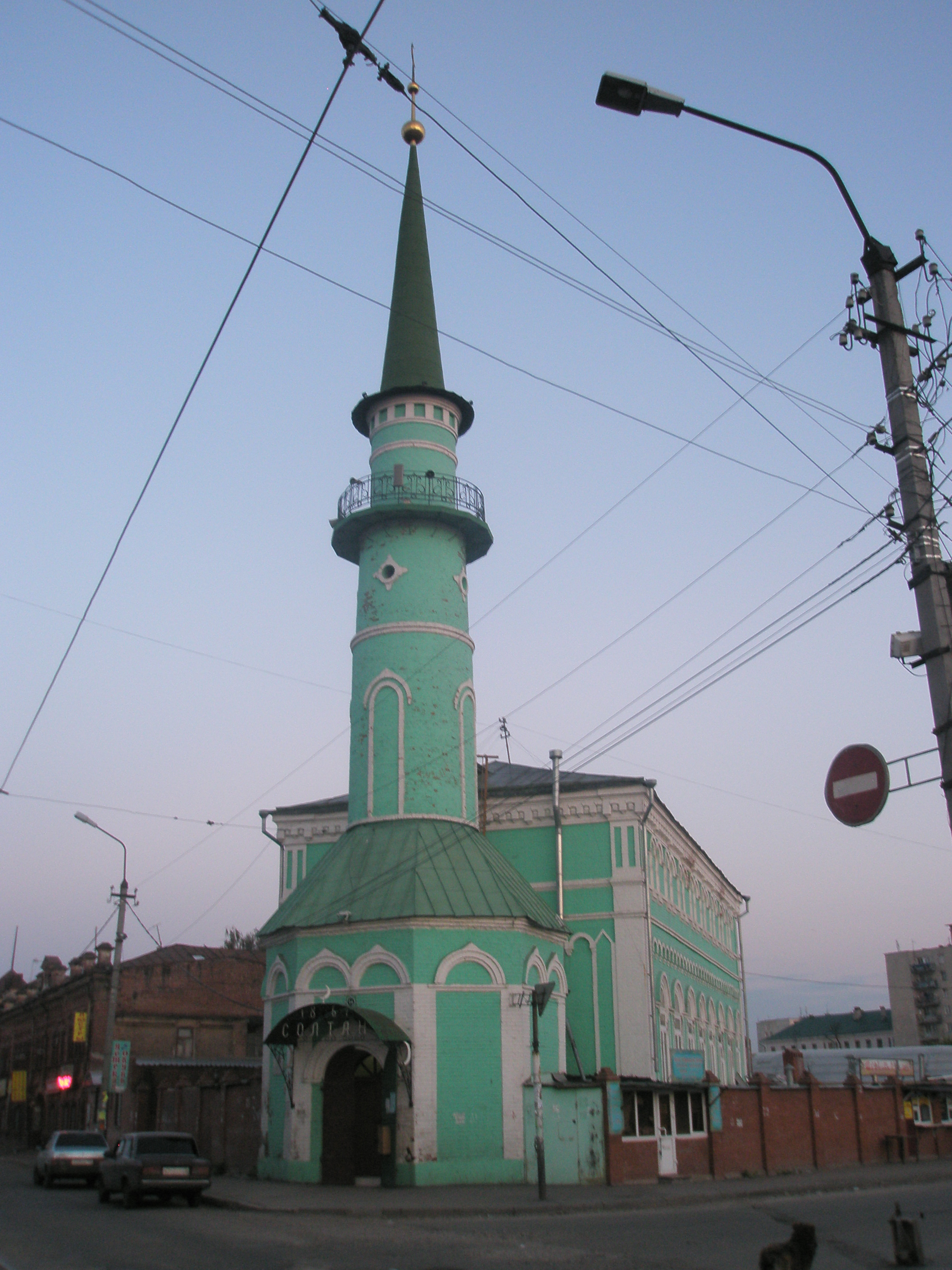
Султанівська мечеть, кінець XIX ст.
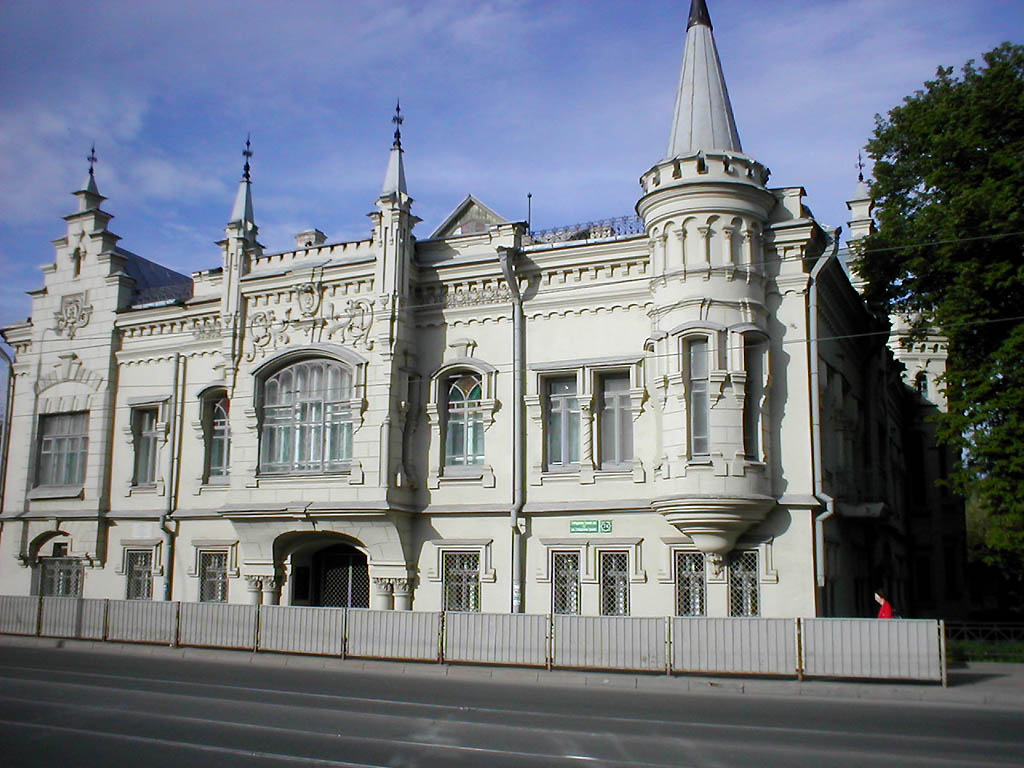
Будинок Шаміля, поєднання еклектики і татарського зодчества
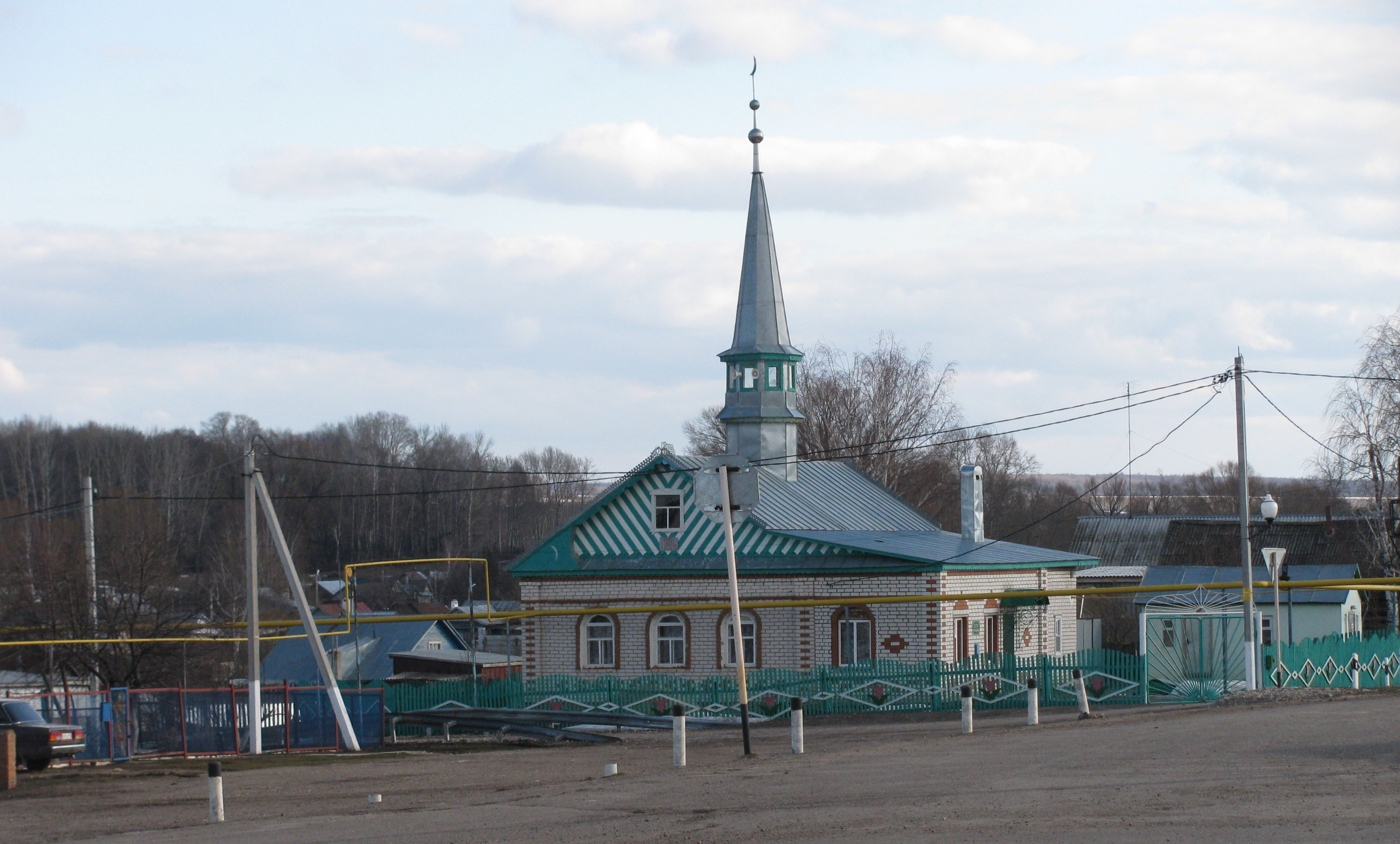
Типова сільська мечеть з мінаретом на даху в Великих Кайбіцах, татарське зодчество
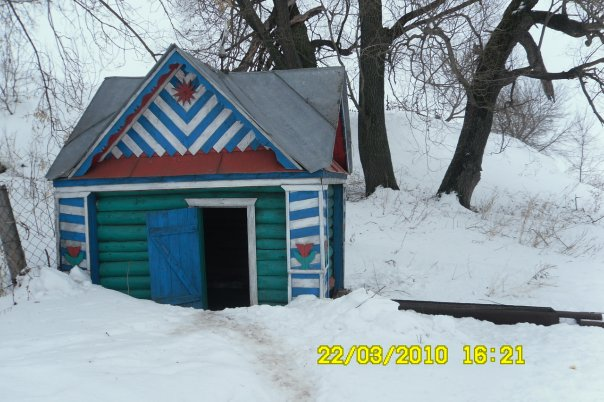
Дерев’яний будиночок у селі Старі Чечкаби
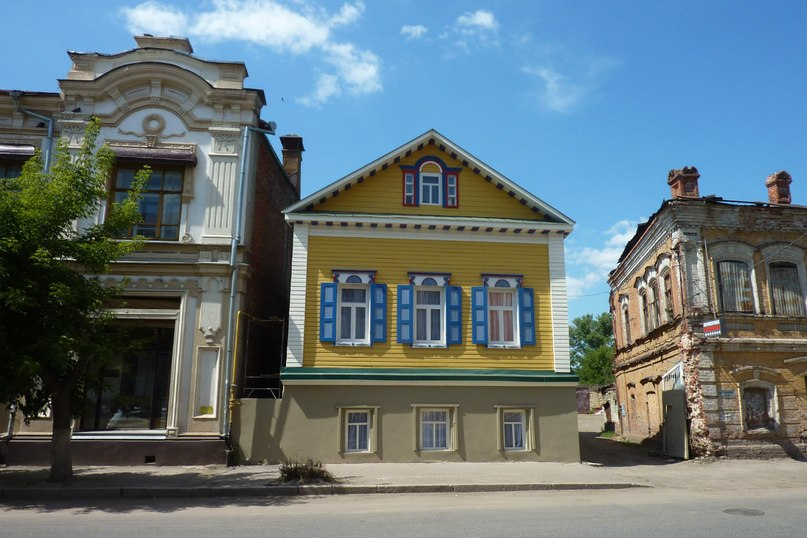
Музей чак-чаку
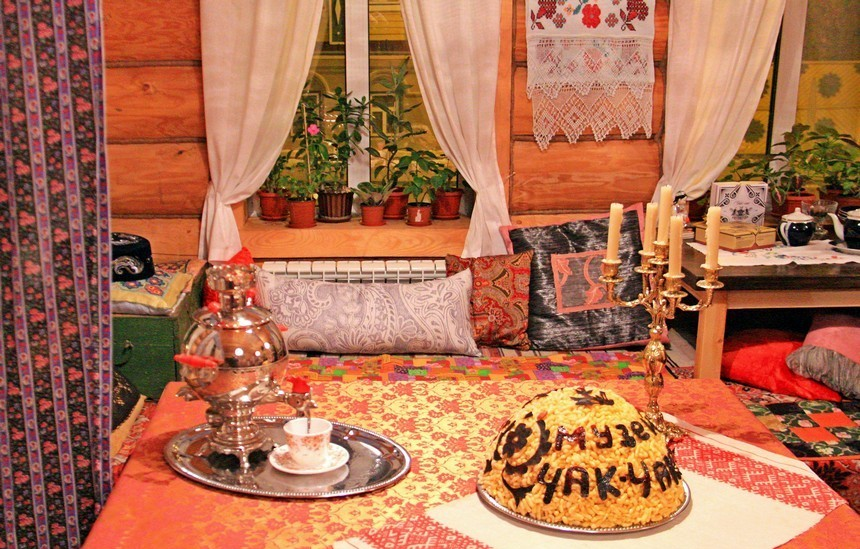
Інтер’єр музею чак-чаку
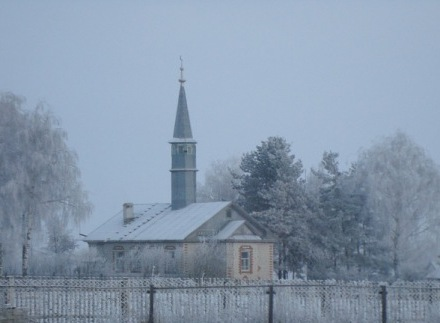
Ще один приклад сільської традиційної мечеті
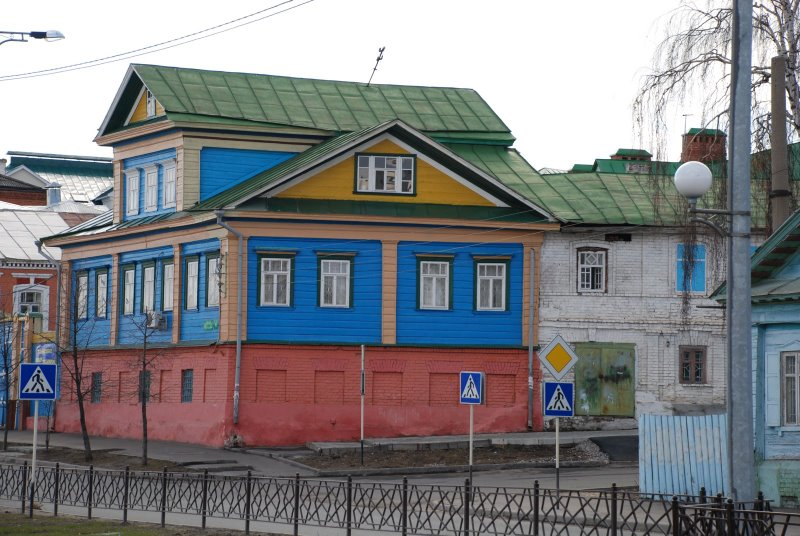
Дерев’яна садиба, Казань
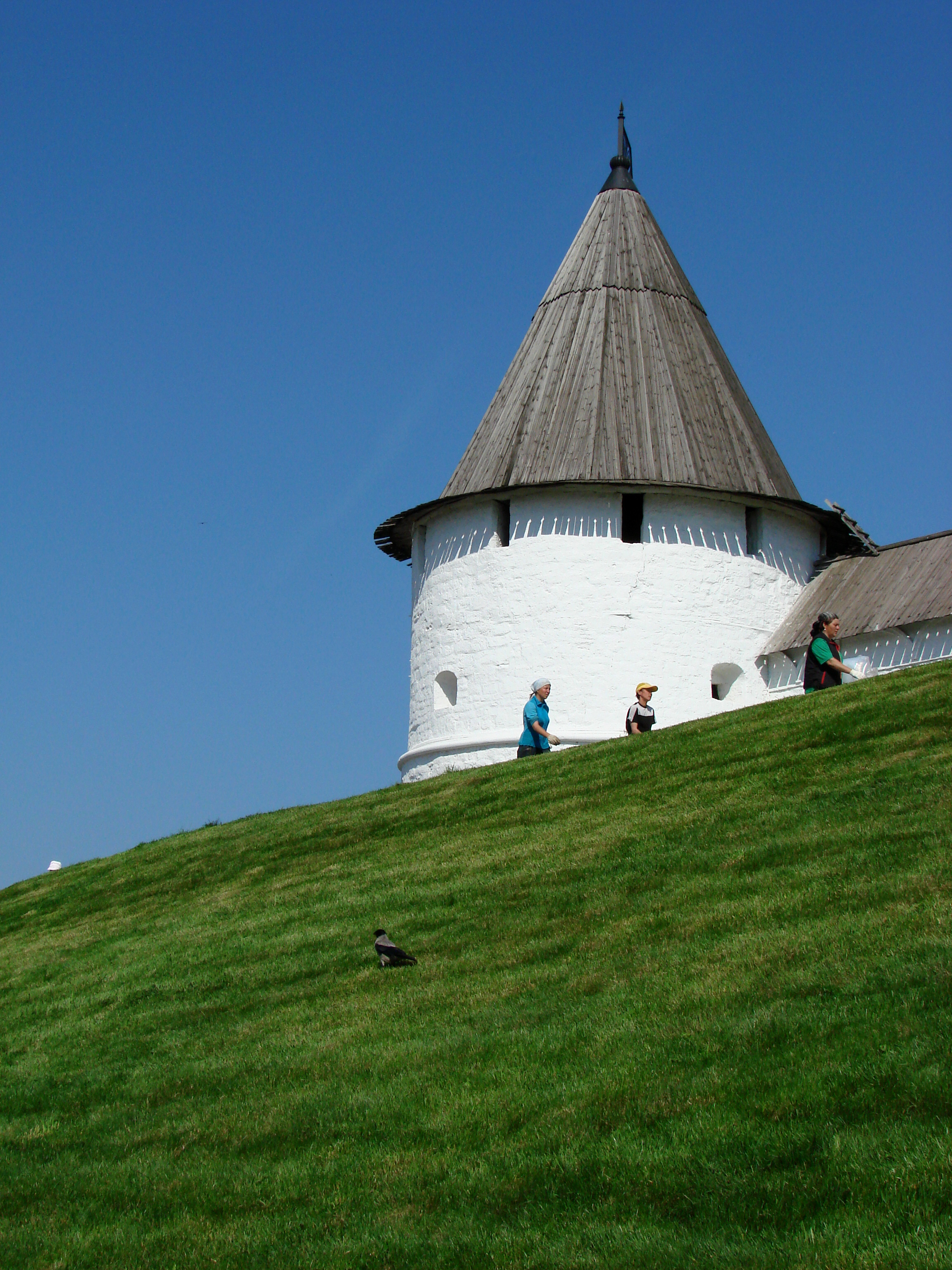
Стіна-вежа казанського Кремля
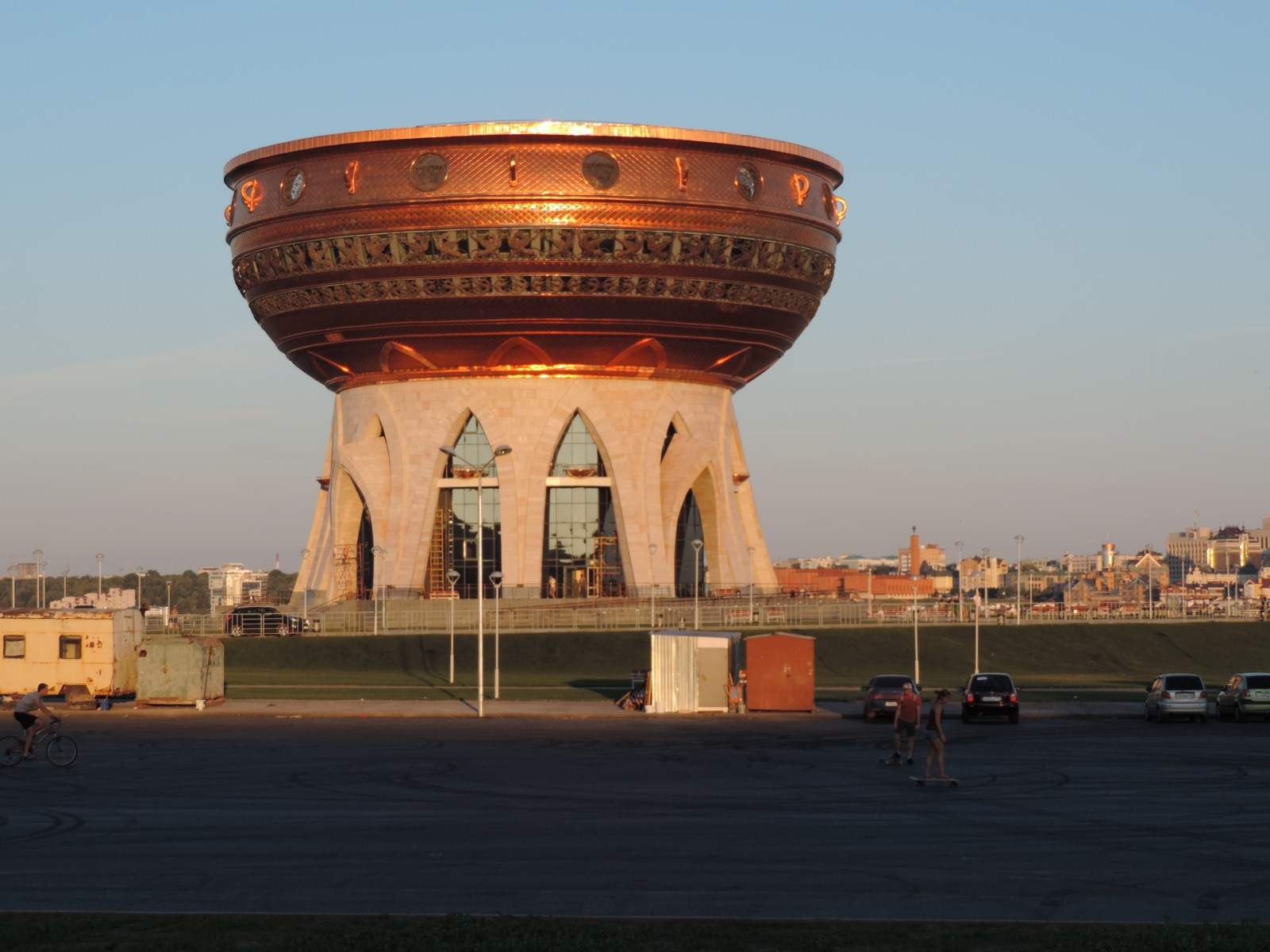
Центр сім'ї «Казань» - приклад сучасної монументальної архітектури з елементами булгарського зодчества
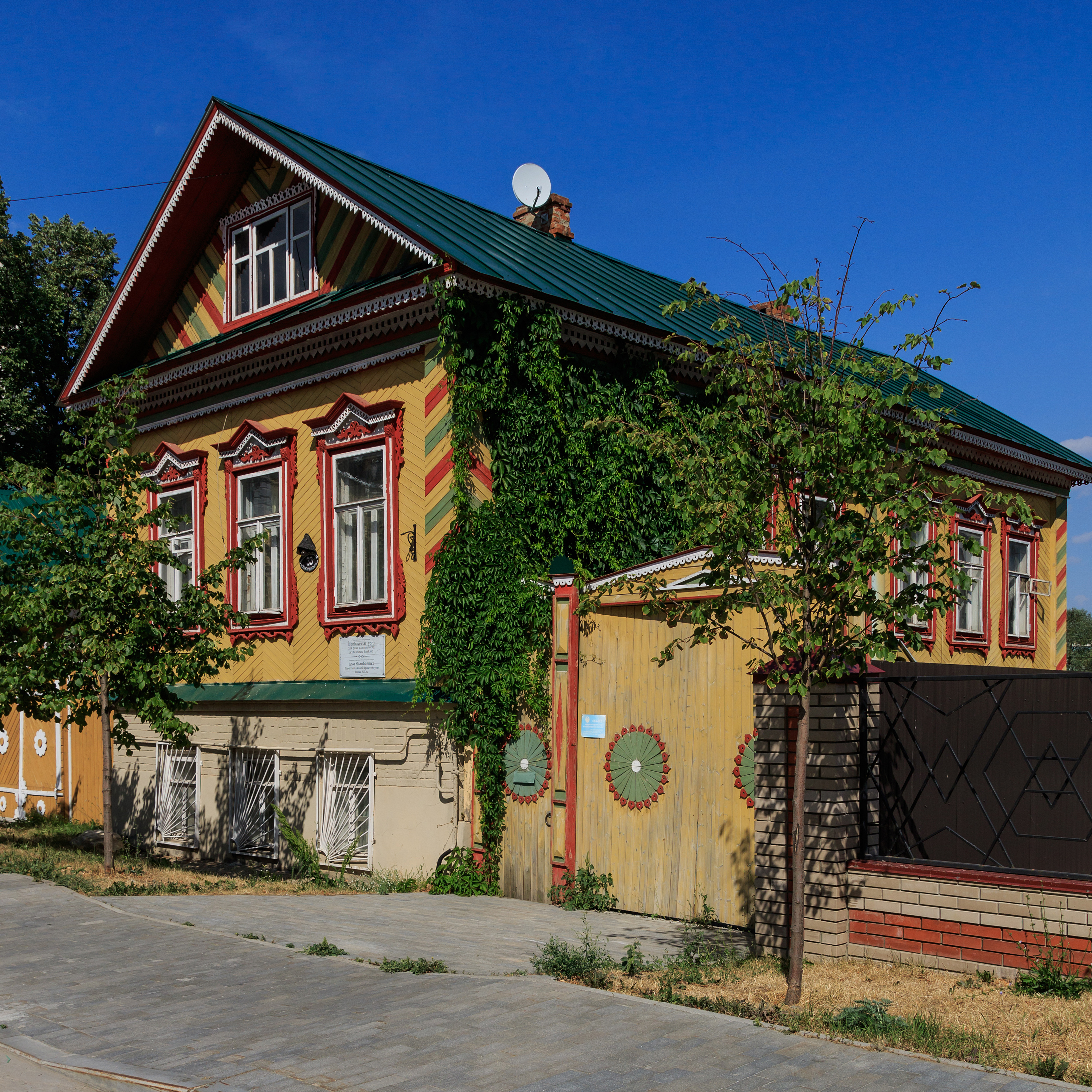
Казанська будівля — приклад традиційного дерев'яного зодчества
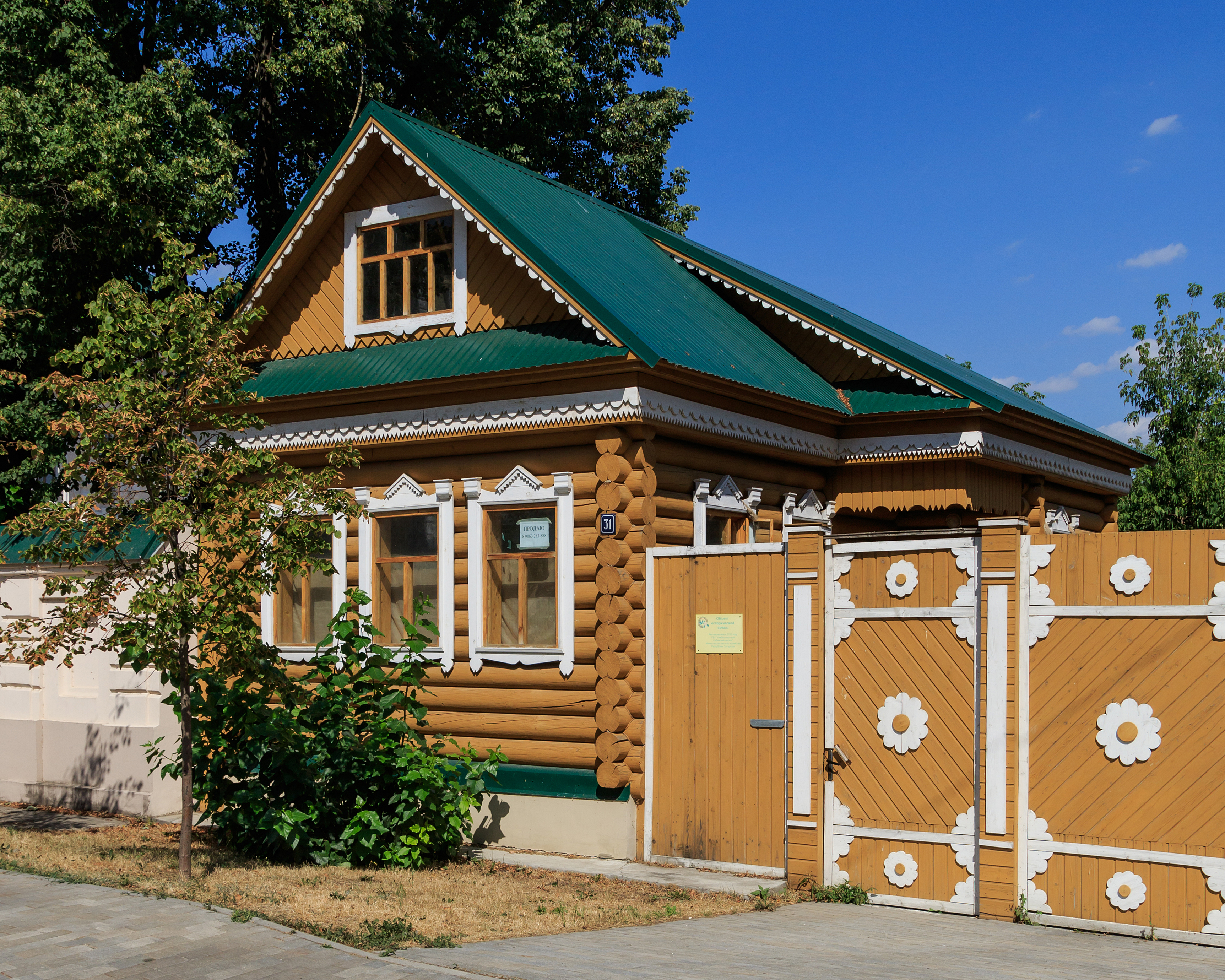
Ще одна традиційна будівля
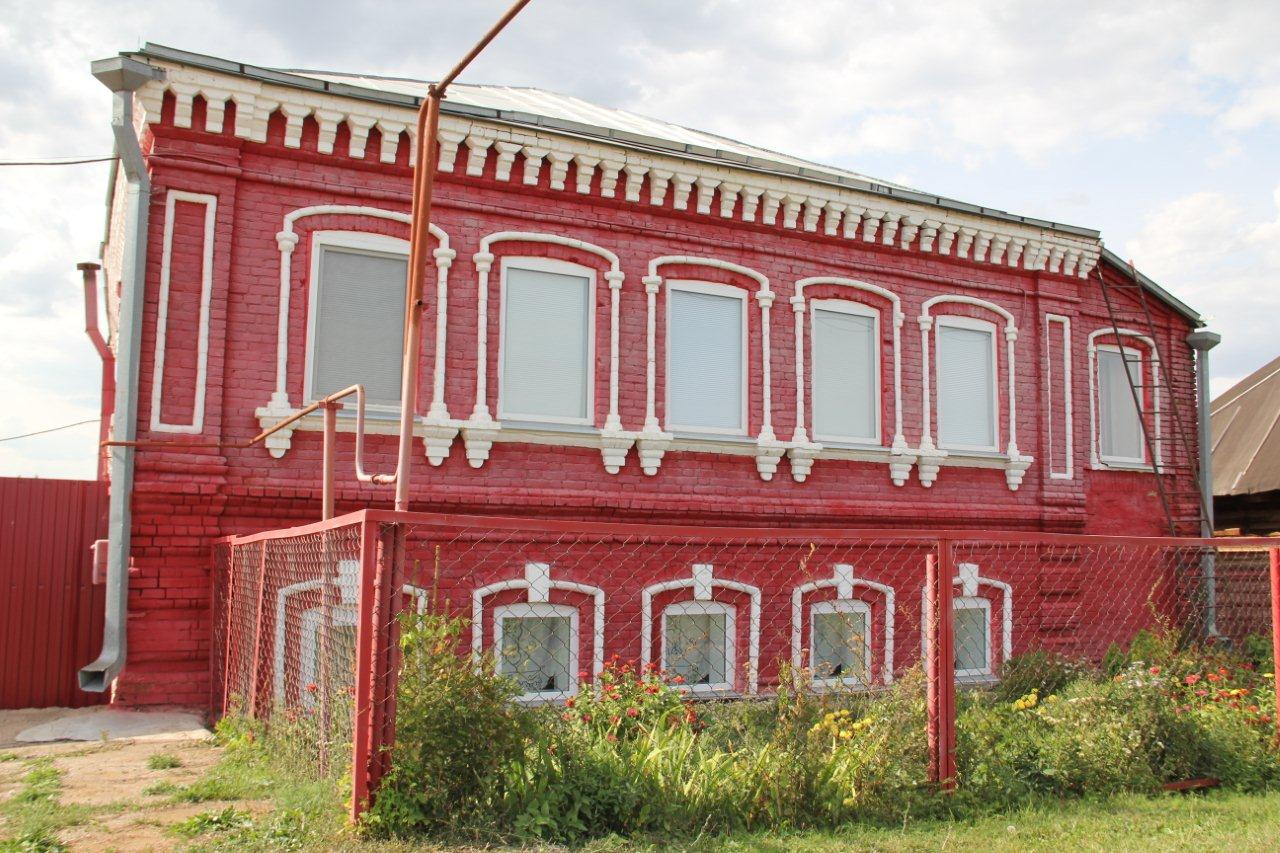
Купецький будинок Тікунова в Шереметьївці
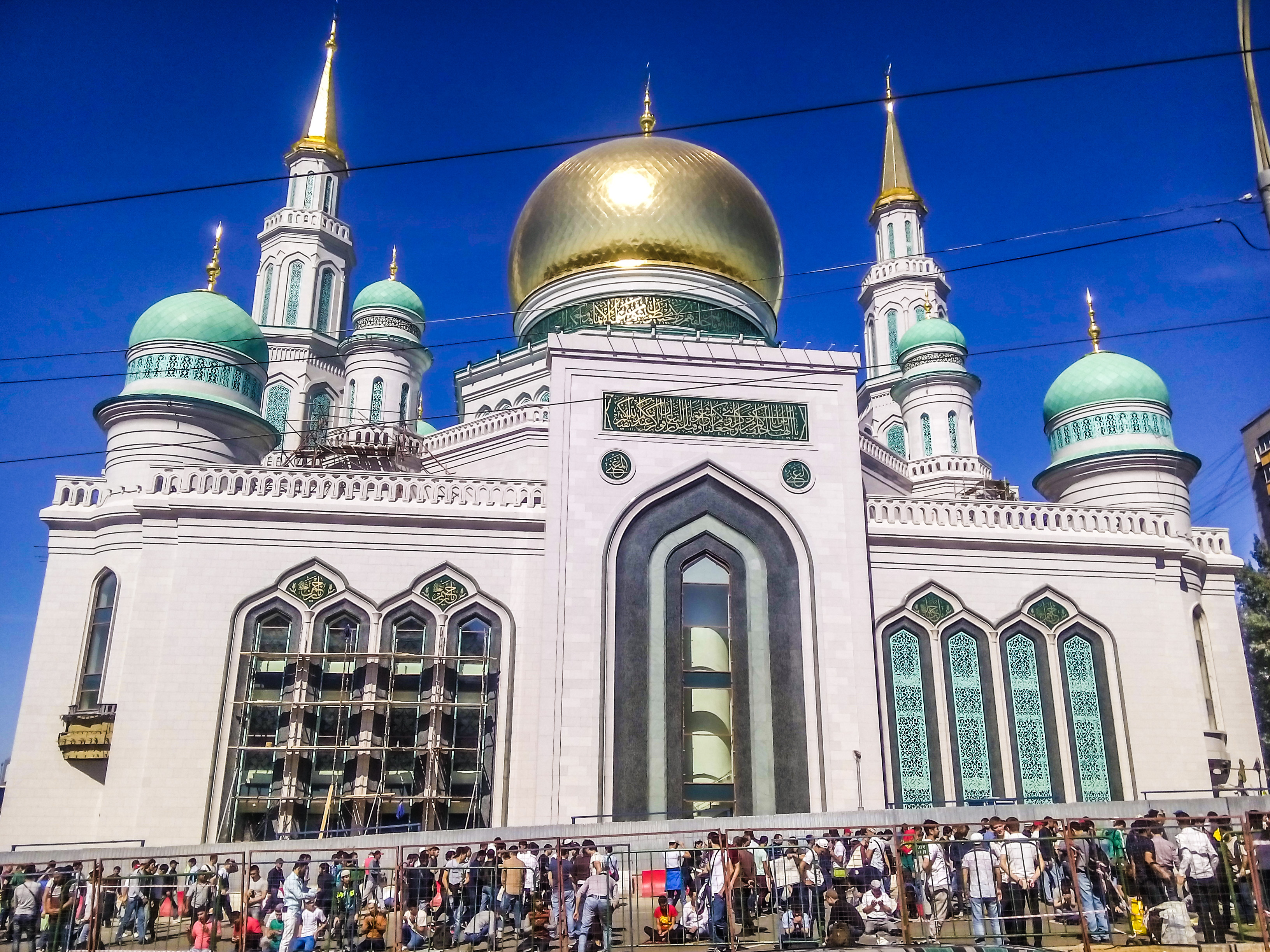
Московська соборна мечеть; поєднує в собі елементи ісламської архітектури і татарського зодчества
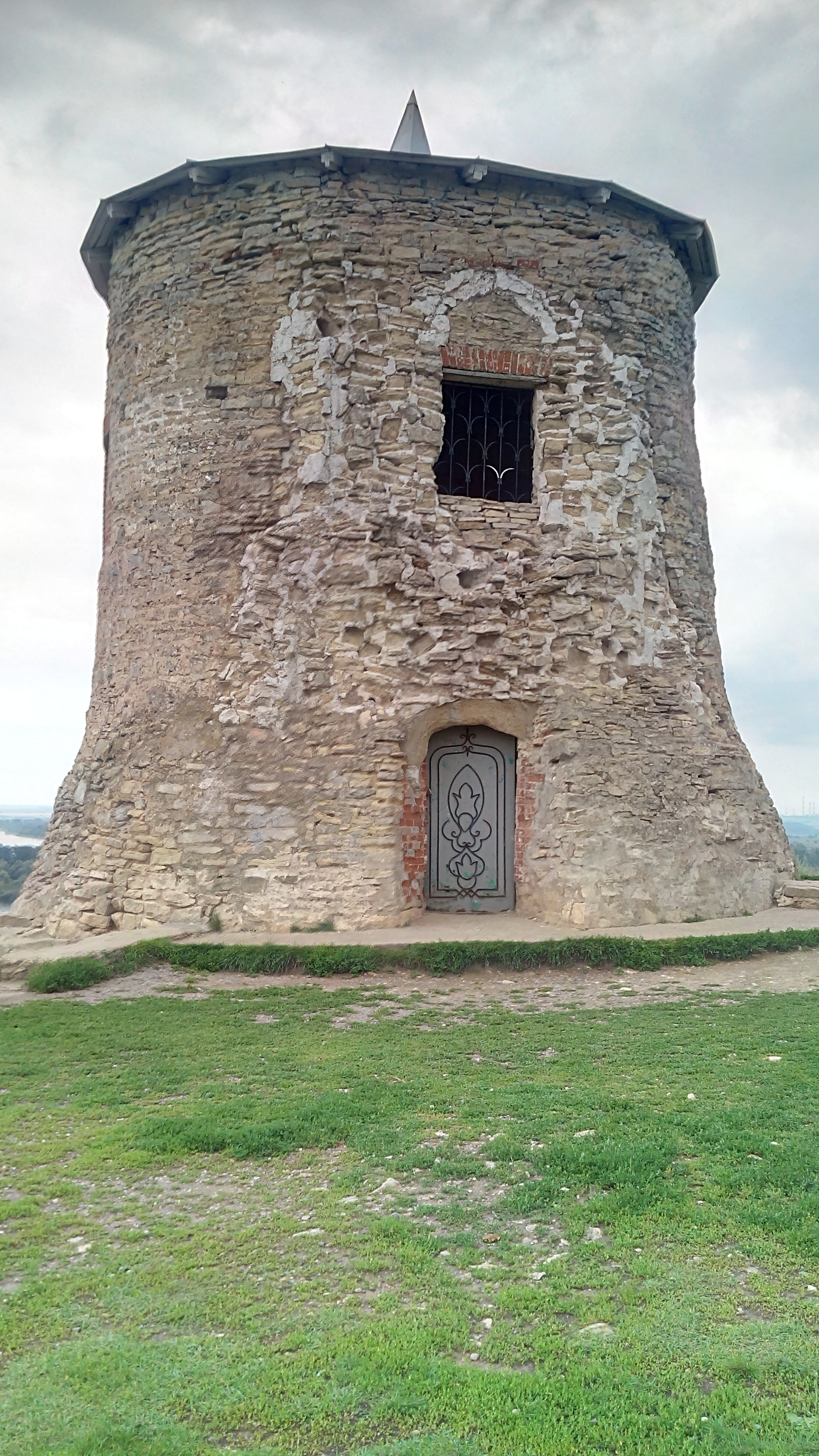
Башта Єлабузького городища
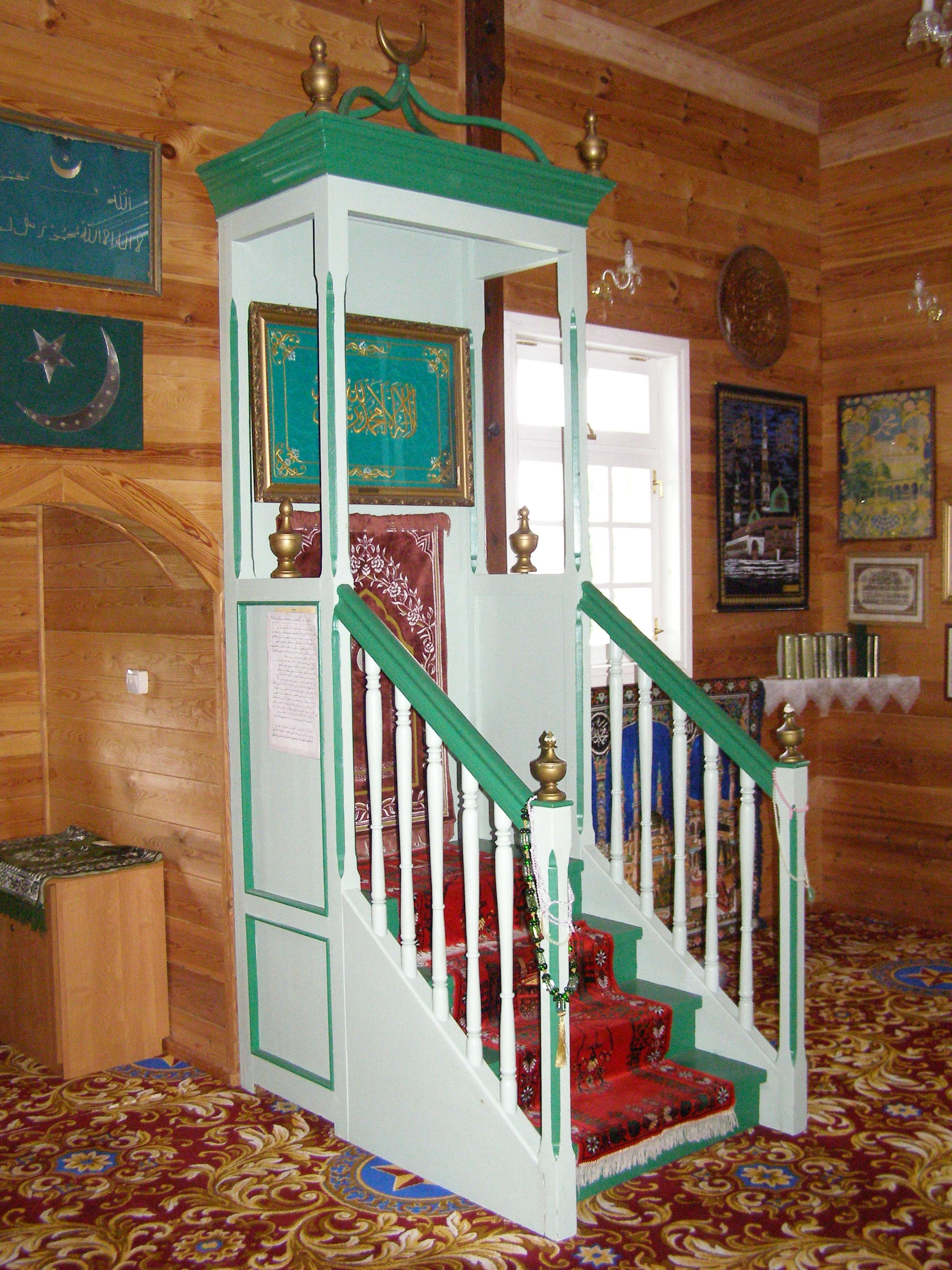
Інтер’єр дерев’яної мечеті